# 怪盜Joker
《怪盜Joker》（日語：怪盗ジョーカー），是日本漫畫家高橋英靖原作的怪盜漫畫。於2007年4月在《別冊CoroCoro Comic》上開始連載，之後移籍到《月刊CoroCoro Comic》（兩本雜誌都屬於小學館）後連載至2017年8月。單行本已经發售了26卷，2015年1月發售了傑作選。2013年獲得第58回小學館漫畫賞（兒童向）。
2014年8月號的《月刊CoroCoro Comic》上發表將於2014年10月開始動畫化一事。2018年1月19日出版了漫畫續集《怪盜少年Jokers》的單行本。

## 劇情簡介

### 怪盜喬克
作為主人公的怪盗Joker與助手阿八一起，要從警察妨礙中盗寶。和怪盜Spade、Queen一起合作下，一次次將寶物成功盜走，是一部完結型的故事。

### 怪盜少年Jokers
本作為《怪盜喬克》的續集。

敘述新的主角「J」和「Kai」兩名少年，為了得到怪人二十面相殘存下來的「闇之寶」而向前奮鬥的故事。

## 登場人物
人物小檔案的資訊是從漫畫中取得的。

### 怪盜Joker

#### 主要人物
喬克／傑克·瓊斯（Joker / Jack Jones，聲：村瀨步／台灣：錢欣郁／香港：黃尉斯）
撲克牌代表：鬼牌（Joker）/紅心J
生日：12月11日／星座：射手座／血型：O型／最喜歡的食物：世界各地的美食（動畫中多半說是咖哩和漢堡排）／最討厭的食物：胡蘿蔔／最喜歡的海外劇：百戰天龍／最喜歡的紙牌遊戲：野生撲克／別名：奇蹟製造者、奇蹟的怪盜少年、奇蹟少年等／身高：154cm／年齡：不明(用目測與幼稚度來判斷約14至16歲)
擁有一頭銀白色飄逸的頭髮，深藍色的眼睛。是個外貌相當俊俏的少年，因此常獲得許多少女的青睞。
主人公。雖然被認為是個少年，但是國籍、年齡都不明（用目測與幼稚度來判斷約14至16歲），因為作者沒有去做設定。對怪盗這一工作抱有自豪感。是持有「奇蹟製造者」别名之人、機智過人。會使用各種戲法來引發奇蹟，從而渡過各種各樣的危機。有常備著幻象口香糖，將此口香糖吹大的話能變裝成各種人物，還有氣球口香糖，將之吹大即可飛行。另外，能使用名為「同花順」的招式使對手的眼睛暫時性無法視物。在盜竊寶物之後必定會以 （法語中的意思是再會，所以中文翻譯為「再會！祝你愉快！」）來致敬。口頭禪是「歡迎來到閃耀的夜晚」
因為自幼喪失父母，因此把朋友們看成家人般重要，甚至比自己的生命重要。是一個非常重視朋友的人。曾經說過小八就和家人般的重要。總是會為了保護別人（尤其是小八）而受傷，但本人認為這是值得的。
初看像是冷靜認真之人，但性格基本上可以說是“天然”。有過吃太多巧克力而導致蛀牙的時候，也有過成為職業摔跤手而導致筋肉痛這樣失敗的一面。
在盜竊寶物時絕不會對無關之人加以危害，另外也有將小八所做的聖誕節料理送给孤兒院的孩子們，時時會幫助人。跳出盜寶人冷酷的刻版印象，擁有濃濃同理心的一面。擅長穿搭，無論是平時的西裝，還是易容時穿的女裝、便服，都能夠展現令人驚艷卻不失個人特色的搭配。可能是因為長得帥加上很會打扮的緣故，使其在女性之中顯得很受歡迎。
除了作為怪盗的素質，也有成為偵探的資質。在道歉進入房子時所發生的殺人事件中假扮成偵探，將真犯人找出並繩之以法。
如同白銀的短髮及閃亮的藍眼睛可說是最迷人的地方，但其實更吸引人的地方是他的心。看似冷酷的他，其實有顆溫暖脆弱的心，是只有在他相信的人們前或極為傷心時才會表現出來的。
有時候會搞錯重點，另外有兩度預告函被電視台工作人員誤以為是給偶像的粉絲信。
小時候和影子交換過身分。左眼臉上有在蘿絲在被克勞佛教授的手下給捉住時留下的疤而用貼紙来隱藏。雖然是個很帥的少年，偶爾也有成為活寶的時候。經常留意寶物的情報。身高約1米54。原始的設定是長得很高且瀏海很長，為黑色頭髮，但後來畫出來的身高偏矮，就成現在這個數字了。動畫中則是一開始就是這個設定。喜歡咖哩，害怕貓（可能和小時候遭吹牛貴婦追擊有關，且在見到小星時由於過於害怕而裝作視而不見）。
爱車是以Shelby Cobra為基础改裝出的「狂飆喬克Road Joker」。對機械的操作也很拿手，能將被破壞的回收修理，並且能將被分解的ΣDriver像拼圖迷題一樣重裝起來。有時做得一些東西會是失敗品。根據女王所說，嘴巴雖然非常毒舌，但是有時也有很溫柔的一面。有時候很喜歡惡作劇。
作為據點的則是自有的大型飛船「翱翔喬克Sky Joker」，側面有龍的輪廓。在一次事件中由喬克親手爆破掉，而後2014年12月號的《別冊コロコロコミック》上的特别篇里，獲得新型飛行船。這個新型飛行船其實是動畫篇最初定的設計，後來原作也配合動畫，採用了一樣的設計。
本名是「傑克·瓊斯」，五歲時喪失父母。一直在五個月的時間裡等待著在搭乘私人專機卻遭遇空難中罹難的父母（專機疑似遭克勞佛教授給打落而墜機），同時為了完成和父親的比賽保護著寶物。數年前的聖誕前夜遇到克勞佛教授和吹牛貴婦假扮自己的父母，並和拯救自己的師父白銀之心相遇而成為怪盗。在此之前一直住在和雙親共住的房屋裡，雙親不僅有自己的噴氣式飛機，而且一個月内就有至少十個小偷想來偷寶物，可見其家庭相當的富裕。這件事情在心中留下陰影，面對孤兒們時都會有些歉疚和同情，因而有一次主動把小八做的聖誕料理送給孤兒們，即使被小八給挨罵卻覺得自己的作法是對的。雖然晚餐只有吃泡麵和看小八罵人，並且也接受小八因為這件事在新年前夕只煮泡麵不做飯。
小時候和Spade、Queen一起接受怪盜白銀之心的訓練（即修行）。因小時候被斯佩德用拌麵沾醬假扮成麥茶，導致和斯佩德有過結（即便最後有報仇，兩人也經常爭吵不休）。
在2015年6月25日發售的3DS遊戲《怪盗JOKER 跨越時空的怪盗和失去的寶石》中，其變身成的衣裝是在上募集的作品中所選出來的（从2015年5月號）。
第一人稱為「俺（音：ore）」。
在漫畫續集《怪盜少年Jokers》中是怪盜女王的丈夫，和女王育有一兒一女；在續集中已和女王及女兒前往南十字星尋找不死鳥。
小八/風魔八（Hachi，聲：小林由美子／台灣：穆宣名／香港：劉善君）
撲克牌代表：紅心8
生日：4月28日／星座：金牛座／血型：A型／最喜歡的食物：鹽味大福（常被喬克跟女王吃掉）／最喜歡的時代劇：水戶黃門／最喜歡的忍者：風車彌七／最喜歡的漫畫：忍者哈特利／身高：120cm
擁有橙色的眼睛。相當可愛。
喬克的助手。是一名小忍者。没有特殊能力，常常失敗又愛哭，但是作為喬克的重要助手而活躍著。平時是負責喬克家裡全部的家事，及照顧喬克的日常生活，特别是料理能力是非常一流的。不過對於忍者的修行則是偷懶中。在取回自己村子裡的財寶之後，以強行幫忙的形式成為Joker的助手（動畫裡是自己想成為弟子）。以前被其它同伴當作釣車尾的忍者來戲耍。主要是吐嘈擔當。身高約1米2。是大家族中的一員，10人中排行第8。自稱「偶」（オイラ），說話有些口音。喜歡的歌星是「洗牌姐妹花」中的小愛（斯佩德的助手黑目），風魔一的後代。
生在一個有十個孩子的大家庭(家中排序第一位：太郎 第二位：次郎 第三位：三郎 第四位：四乃 第五位：五郎 第六位：六助 第七位：七助 第八位：(小八自己本身) 第九位：九琉美 第十位：一丸)
在漫畫續集《怪盜少年Jokers》中與honey結婚，育有女兒「ヤイバ(音：yaiba)」和兒子「ハチスケ(音：hachisuke)」，是J的師父。
第一人稱為「オイラ（音：oira）」。
句尾會加「っス（音：ssu）」。
斯佩德/國王（Spade / King，聲：下野紘、渡部美月（幼年）／台灣：郭霖、林沛笭（幼年）／香港：陳漢祺）
撲克牌代表：黑桃K
生日：3月13日／星座：雙魚座／血型：AB型／最喜歡的食物：紅酒燉牛肉／喜歡的電影：天羅地網／喜歡的紙牌遊戲：二十一點／最喜歡的漫畫：七色鸚哥
額頭有似皇冠的金髮和靛藍色的及腰長髮，紫色眼睛。
年幼時父母在搭船去拍賣會要變賣家中的沙漏來償還債務卻因克勞佛的關係發生船難而罹難。之後被拉基的父母所收養卻依然對拉基隊在自己的粗質行為沒有生氣，在某次跟著拉基去搭船旅行時卻遭遇綁架集團陷入危機，後來與喬克他們相遇與解除危機後跟著他們回去成為白銀之心的徒弟。
因小時候用拌麵沾醬假扮成麥茶騙喬克而和喬克有過結，而成為他的競爭對手。性格嚴謹，行動前會收集情報。
除了怪盜的工作外還是一名小說家，筆名為「斯佩頓．國王（スペードン・キング，Spadon King）」，擅長推理和寫推理小說（動畫裡堆滿房間的書櫃裡都是他寫的書，且是小八最喜歡的作家）。有一種如果太興奮就會發燒的柔弱體質。長相柔美帥氣，會打扮的程度不輸給喬克。
小時候和喬克、女王一起接受怪盜白銀之心的訓練（即修行）。使用的武器為冰凍之槍，初次登場是7集。
頭上看似皇冠的黃色頭髮據說是因為小時候有白灰色的頭髮而染成黃色。乳名「King」，也有可能是其姓氏。
第一人稱為「僕（音：boku）」。
黑目/小愛（Dark Eye / Ai，聲：小野健一（黑目）、原由實（小愛）／台灣：陳幼文（黑目）、林沛笭（小愛）／香港：鄧燦陽（黑目）、廖欣怡（小愛））
撲克牌代表：黑桃A
生日：9月1日／星座：處女座／血型：A型／最喜歡的食物：墨魚汁義大利麵／興趣：瑜伽／喜歡的電影：恐怖電影
有綠色短髮，綠色眼睛。
斯佩德的助手。臉用繃帶包裹並顯現黑桃標誌，而標誌裡只有一顆眼睛，能使用「邪惡光束」，發出強光讓對手暫時看不見，其真正身份為三人組成的偶像團體洗牌姐妹花（シャッフル・シスターズ）中的長女小愛，絕招是「泡泡咕嚕嚕飛濺」，主打歌是動畫版ED1性格溫柔且成熟但不失霸氣，行事風格果斷。喜歡當怪盜，但不喜歡當偶像。
會發出「(音：kyokyo)」的笑聲。
喜歡斯佩德。年幼時，原本喬克和斯佩德打算奪走身上身上領結寶物，後來因為另一名怪盜襲擊的關係，被斯佩德切斷頭髮過，原本斯佩德打算將寶物歸還表示道歉，後來和斯佩德約定他正式當上怪盜後，決定幫助斯佩德。
真實身份是小愛這件事，一開始斯佩德早已知道。後來在動畫中第一次出現是在第19集「激戰！偶像舞台」中，小八在往洗牌姐妹花的休息室看時，偶然看見了她變身；在漫畫中則是在「冰與火的勇者們」中，當喬克試著用鐵鍬撬開門是發現了她女人的身體不是僞裝出來的，喬克的存在被其發現後就變裝回黑目的樣子快速離開。
小零（Rei，聲：福原綾香／台灣：邵芷耘／香港：張妙妙）
生日：10月1日／星座：天秤座／血型：AB／最喜歡的食物：通心粉焗烤
藍色的眼睛，藍色的長髮，瀏海遮住左邊的眼睛。洗牌姐妹花中的次女。
舉止得體，充滿熱情和活力，對待自己的粉絲很熱情，總是保持著笑容，為了成為比誰都閃耀的偶像努力著。總是在小愛和小光之間左右為難，曾因姐妹之間鬧內鬨而說想要解散。
小光（Kira，聲：吉田仁美／台灣：曹友恬／香港：陳頴琪）
生日：11月1日／星座：天蠍座／血型：B／最喜歡的食物：煎蛋飯
桃紅色的眼睛，桃紅色的長髮用粉紅色蝴蝶結綁成的雙馬尾。洗牌姐妹花中的三女。
在動畫中的形象是霸道、高傲、愛錢，為了錢可以不顧一切的人。
不服輸，為了錢對粉絲的服務都打算做生意。決定勝負之時，無論多麼糟糕都不會做贏不了的打算。
鑽石女王／女王·艾梅拉魯頓（Diamode Queen／Queen Emerald，聲：澤城美雪／台灣：邵芷耘／香港：何凱怡）
撲克牌代表：方塊Q
生日：8月12日／星座：獅子座／血型：B型／最喜歡的食物：草莓蛋糕／喜歡的書：愛麗絲夢遊仙境／喜歡的花：萬壽菊／喜歡的寶物：鑽石和珍珠
金色長髮綁成雙馬尾，頭戴著鑽石樣貌的髮飾，瞳孔中有著方塊的圖案，右手有鑽石形狀的胎記。外貌出眾，是個很漂亮的女孩。性格開朗外向，不拘小節，不太會做家事和煮飯，生氣時來很可怕。稱呼白銀之心為爺爺。
正義感強，因此有時會捲入一些事件中。常在喬克與斯佩德吵起來時在旁勸架。
原名「女王·艾梅拉魯頓」，是亡國艾梅拉魯頓公國的公主。過去在是個年僅三個月大的嬰孩時，面臨親生父母被克勞佛教授給殺害、自家中的寶物也被奪走、而王宮設下炸藥而被摧毀，當時原要取走自家寶物而潛入王宮的白銀之心在親生母親的囑託下帶自己逃出，而自己的雙眸讓白銀之心看見並且讚嘆說「有如鑽石一般，看來我偷到一件不得了的寶物呢。」而取名鑽石女王而受到孫女般的疼愛。曾被克勞佛教授給欺騙說白銀之心是殺害親生父母的人，因此仇視怪盜發誓要毀掉世界上所有的寶物的同時要除掉怪盜，也在持手用劍砍傷保護喬克的白銀之心。在從喬克的口中得知真相時一度很自責，最終跟白銀之心言歸於好與化解誤會並且成為怪盜。
年幼時和喬克，斯佩德一起接受怪盜白銀之心的訓練（即修行）。與性格大而化之的喬克相比，一見到鏡頭就會開始比動作，也很在意外貌及體重。
使用的武器為鑽石之劍或一些刀劍，刀法不會輸給任何人。喬克為了讓她清醒卻被切傷手。為了不傷害到她，喬克使用撲克牌打碎過鑽石之劍。
在漫畫續集《怪盜少年Jokers》中已是喬克的妻子，和喬克育有一兒一女；在續集中已和喬克及女兒前往南十字星尋找不死鳥。
第一人稱是「あたし（音：atashi）」或「わたし（音：watashi）」。
洛可／實驗品101號（Roko，聲：久野美咲／台灣：林沛笭／香港：廖欣怡）
撲克牌代表：方塊6
生日：1月23日／星座：水瓶座／血型：A型／最喜歡的食物：乳酪玉米／喜歡的電影：雷霆戰狗
原本是研究所的實驗品，沒有被取過名字，後來在因緣際會下逃出並與喬克三人相遇，被喬克取名為「洛可」。會說話，耳朵可當手用，攻擊為超音波。經常被以為是女王的夥伴，但其實已經是獨當一面的怪盜犬經常和女王一起行動。
似乎很喜歡女王，曾說過「雖然很不甘心，但我也只能這樣默默守護她。」令小八感到困惑。說話非常有禮貌。
第一人稱為「僕（音：boku）」。
在續集中J的早期童年回憶裡因為J的塗鴉而和其他的狗一起對著J狂吠。
白銀之心/特務白銀（Silver Heart，聲：島田敏／台灣：陳進益／香港：柯偉聰）
撲克牌代表：紅心A
生日：10月7日／星座：天秤座／血型：O型／最喜歡的食物：奶油燉菜／喜歡的電影：第七號情報員續集
有長長的灰色鬍子。
喬克、斯佩德的師父，女王的爺爺(收養關係)。
以前曾是一名法國情報特務間諜員（特務白銀），和克勞佛教授有些過節，後來因為無法忘記穿越時空的喬克一行人在自己面前所展示的「奇蹟」而成為一個怪盜，而且為了救喬克而被電氣槍給打傷面臨左眼失明，現在用單片眼鏡隱藏起來。被稱作「銀色魔術師」的傳奇怪盜。常閃到腰。是本作中最年邁的怪盜。每集在喬克引發奇蹟後，平常都會將畫面暫停並跳出來進行解說單元。有時候在進行解說單元時，還會因為被斯佩德、假白銀之心等其他角色搶走畫面而生氣，令喬克有時會在劇中吐槽。
一般出現時第一人稱為「ワシ（音：washi）」 年輕時則是「ボク（音：boku）」。
在續集中，J說他是最偉大的祖父。在20年一種名為「にギックリ」的藥物發明後就不停的追求紫羅蘭。是怪盜學園的校長。
小星／阿克魯庫斯（Hosshie／Acrux，聲：種﨑敦美／台灣：曹友恬）
生日：1月1日／身高：40cm／體重：3.5kg／最喜歡的食物：寶物、金平糖（星星糖）／喜歡的遊戲：飛盤
綠色，尾巴是星星圖案，非常可愛。
傳說中的「神獸」，被喬克稱為「像貓一樣的東西」的謎樣生物。因為叫聲像「星星」（日文：ホッシー）而被小八取名為「小星」，本名阿克魯庫斯，是一隻外星貓，擔任赤井翼太空船的領航員。喜歡吃金平糖。
能力是把寶物吃掉後會生下蛋，若吃的是原本從太空船上掉下來的食物（因長相如寶石一般而被地球人視為寶物）則會生出「指引道路之石」，若吃的是一般寶物，則會生出對未來有幫助的道具。阿克魯庫斯源自於十字架二。
在續集中被小八當作謎之寵物所飼養。
ニッコー／ベクルックス
一個僅在漫畫中出現的神獸(在第22卷中的「目覚める野生の王国」那一話出現)，和小星一樣會吃寶物。外觀為黑色有法老王的頭冠，最後被honey當作寵物飼養。名字源於十字架三。
ツッキン／ガクルックス
一隻神獸。名字源自十字架一。

#### 怪盜對手／其他怪盜
影子喬克／錫安（Shadow／Cyan，聲：齊藤壯馬、松井惠理子（幼少期）／台灣：陳進益、孫若瑜（小時候）／香港：張振熙）
生日：6月9日／血型：B型／星座：雙子座／最喜歡的飲料：黑咖啡／最喜歡的食物：蘋果派／最喜歡的書：黑暗之半／最喜歡的動物：熊貓／夢想：環遊世界
第一人稱為「オレ(音：ore)」
原名錫安，樣子看上去和喬克差不多，不過手常常拿著一把傘。口頭禪是「喬克，總有一天我會奪走你的一切」和「我就是把光明全部塗黑的黑影」。有一個雙胞胎妹妹蘿絲。臉上有在妹妹蘿絲被克勞佛教授的手下給捉住時留下的傷疤。而且形象是蠻橫不講理、冷酷高傲且為達到目的會做任何事的人，後期也展現出只要一被別人嫌就會很沮喪的一面。由於低血壓的原因所以無法在早上行動。此外自己的情緒會在月圓之夜高漲。
年幼時和蘿絲完成村中的長輩所交代的任務回去時跟喬克相遇，還被迫跟喬克交換過身分。當自己所住的村子受到毀滅時、妹妹被克勞佛教授的手下給捉住期間由於受到受到攻擊受傷下，導致蘿絲因而激動時過度使用力量而陷入沉睡，之後在跟盯上蘿絲的力量、奪取村中的寶物蓋洛斯手杖的克勞佛教授達成合作協議找齊擁有三個魔力的魔水晶。剛開始對蘿絲的事而跟喬克有仇恨，之後在蘿絲甦醒受到克勞佛教授的操控下不得不跟喬克、斯佩德、女王合作，最終順利讨伐克勞佛教授，用蓋洛斯手杖的力量讓蘿絲得以甦醒，事後跟蘿絲到處去環遊世界，也在和喬克決勝負時出現。
蘿絲（Rose，聲：内野明音／台灣：林沛苓／香港：楊婉潼）
生日：6月9日／血型：B型／星座：雙子座／最喜歡的食物：蘋果派 最喜歡的書：青鳥／最喜歡的動物：熊貓
影子的孿生妹妹，是「操控時間的魔女」，能隨心所欲讓物品停止或流動，一頭粉紅色的頭髮，並結成兩只花苞狀的造型。
：年幼時曾協助喬克和哥哥影子交換身分，卻因為持有操控時間的力量而被克勞佛教授給盯上。當自己所住的村子受到毀滅時而被克勞佛教授的手下給捉住期間由於目睹喬克和哥哥影子受到攻擊受傷下，因而激動時過度使用力量而陷入沉睡（如果要甦醒就必須要用擁有三個魔水晶的蓋洛斯手杖的力量），之後在擁有三個魔水晶的蓋洛斯手杖的力量甦醒時受到操縱、力量更被克勞佛教授用來跟哥哥影子、喬克、斯佩德、女王和小八分出勝負，但在喬克和影子利用怪盜的奇蹟戲法成功讨伐克勞佛教授下，最後在影子用有三個魔水晶的蓋洛斯手杖的力量的維持下終於甦醒。
事後跟哥哥影子到處去環遊世界，也在和哥哥影子跟喬克決勝負時出現。只要被激怒就會一發不可收拾（後期為揭示）。
在續集中是怪盜學園的教師
honey
僅在漫畫中出現的一個以蜜蜂為主題的怪盜。個性積極。與父親一起行動。可以從臀部無窮無盡的拿出名為「蜜蜂針」的粗針，然後用來當作武器使用（該角色自己做一張圖來解說蜜蜂針的使用方式）。飼養很多的寵物。在續集中是小八的妻子，因此名字改成了風魔 ハニー（ふうま はにー）育有女兒「ヤイバ(音：yaiba)」和兒子「ハチスケ(音：hachisuke)」。
サンシャイン・ヘラクレス
僅在漫畫中出現的一個角色，是一個以獨角仙作為主題的怪盜，是honey的爸爸，非常強壯，可輕鬆舉起汽車等重物。家中除了妻子和honey以外，還有超過100隻被honey帶回來的寵物。
魔法怪盜珍珍和德德（Bell&Bela，聲：松田颯水（ベル）松田利冴（ベラ）／台灣：邵芷耘／香港：張妙妙（ベル）廖欣怡（ベラ））
說話的特徵是會加上"真的"。登場台詞為「其實我真的是珍珍」及「其實我真的是德德」。很小隻的怪盜雙人組(比小八還矮)，被喬克稱為矮冬瓜。珍珍使用火焰系魔法，德德使用水系魔法。
在動畫的第19、38、39中登場，19集中也去參加了偶像大賽，但被取消資格，因為大賽有一定要是三人組的人數限制，而他們只有兩個人。
幸運金字塔（Lucky Pyramid，聲：草尾毅／台灣：謝一帆／香港：杜景煜）
年齡：20歲 血型：B型 最喜歡的食物：三明治
頭戴金字塔面具的怪盜，真面目其實是個美少年。擁有召喚金字塔能量的能力，只要集合越不幸的事物就會發生越不可思議的幸運事件。
パペット
僅在漫畫中出現的一個帶有人偶一般的形象的怪盜。
ナックル
年齡：19歲 血型：B型
僅在漫畫中出現的鐵拳怪盜。擁有非常強壯的肌肉，會練拳擊。
微波爐男子（聲：稲村太佑）
一個頭上戴著微波爐的怪盜，據動畫38集的DJ花花公子和白銀之心所述，不管什麼寶貝都會放進微波爐裡微波。
第一人稱是「オイラ(音：oira)」
てん吉
一個扮成天狗的怪盜。
第一人稱是「ボク(音：boku)」。
ドリーム怪盗メイ
一個造型看起來像巫師的怪盜，有一把死神的鐮刀，漫畫中在「めぐり会う夢の中へ」中登場，似乎有進入他人夢境的能力。
第一人稱是「ワタシ(音：watashi)」
ポリュゴン
一個看起來像怪物機器人的怪盜，會用手發射武器攻擊。
ポップスター
戴著絲綢帽子的怪盜，會在槍裡裝爆米花射擊、戰鬥。
フワフワマン
只在漫畫出現的一個有雲狀頭部的怪盜。持有雲狀劍和盾牌，曾試圖抓住喬克，但最後以失敗告終。
妖精ジュエーラ（ようせい - ）
僅在漫畫中出現的妖精形象的怪盜。
カメ仮面
一個臉上帶著充滿寶石的面具的怪盜。在動畫中沒有參與故事主線的劇情，僅在39集中的集體場景中登場而已。
超能力怪盗 Z（ちょうのうりょくかいとう ゼット）
血型：A型 最喜歡的食物：漢堡
僅在漫畫中出現的一個擁有超能力的怪盜，只是個小學生而已。
怪盜南瓜怪人（Pumpkinhead，聲：利根健太朗）
戴著南瓜頭套的怪盜(動畫中真實的面孔長的像黃瓜)，手持擁有電流的鐮刀(動畫中是三叉戟)，有小型南瓜機器人(動畫中機器人有爆炸的能力，還會重複的說著「找到了！找到了！(語音的聲優未知)」。
不死鳥／赤井翼（Phoenix／Akai Tsubasa，聲：松岡禎丞／台灣：賈文安／香港：黃榮璋）
擁有紅色和橙色頭髮，眼睛有十字圖案。
生日：6月21日 最喜歡的食物：辣的食物
第一人稱為「僕」（音：boku）。
自稱來自南十字座的紅髮少年，會變身成不死鳥。因為常常打哈欠，所以被喬克叫做「打哈欠的臭傢伙」。真實身分是一萬年前因把水潑到控制台上而使太空船墜落到地球的外星人，和領航員阿克魯庫斯（小星），一起在地球流浪，尋找可以讓他們回家的東西＝傳說中的古代祕寶。劃破手指後的球狀物體(血液)可治病及起死回生，救過小八。動畫中拿「水」沒轍，所以很怕水。喜歡睡覺所以常常說：「好想睡」或者說：「好想回家」、以及「喬克，我們在南十字星下相會吧！」喜歡和喬克對決，覺得就像在玩遊戲一般，所以喜歡玩遊戲也時常覺得喬克很有趣。有許多人很想要本人的心臟或血液。與神獸們有關係。
最後漫畫完結時和神獸們一起回去宇宙。
怪盜電腦先生（聲：下崎紘史）
出現在動畫38、39集的「原始路線」中，但最後也只在集體場景中出場。
一個電腦怪盜，擁有IQ500的AI，因此耗電量非常的大，電源關機之後，想要再開機還必須花很多時間等更新。
作為「怪盜大賽」的評委的督導-寺本幸代說：「機器人怪盜是創新的想法，在睡覺時要設置電池的插圖也很有趣！」
魯邦（Arsène Lupin，聲：福山潤）
擁有紫色長髮
十八世紀時傳說中的怪盜，手持能伸縮自如的權杖「ビザール・バトン」。3DS遊戲「穿越時空的怪盜與失去的寶石」中是非常重要的角色。他用傳說中的寶石「願望」，花了很久的時間穿越到現在並和喬克展開一場對決。
羽戸 武治（はねど たけはる）
會用懷錶催眠怪盜，是集合了組織「怪盜同盟」的領導人，聲稱自己是「超級怪盜」。最後他的催眠被解除。是3DS遊戲「穿越時空的怪盜與失去的寶石」中的反派。
ライト
第4屆怪盜比賽大賞作品。
一個頭是一個會發光的燈泡、只要身體沒事就能無限再生的人。本名「ピカット・ツルット・テカール・ライト3世」
第一人稱是「ワシ(音：washi)」，自稱「おっちゃん(音：otchan)」並稱喬克為「若いもん(音：wakai mon)」。
最後也變成一個怪盜。
レオパルド
漫畫中パペット製造的一個武器，是一個巨型機器人，失控後對喬克進行攻擊，最後只出現在「月光城的死亡遊戲」的最後一張圖，之後便不再登場。
サイバー・モンキー
漫畫中造型像孫悟空的怪盜，在「超速!!ファイヤーボールグランプリ」中與「ギャンブラー·ファルコンと」重聚。
三腳貓尼克（Trick Nick）
出現時因為只是在講故事而已所以只有輪廓和黑影，是個10年前的三腳貓怪盜，因為運氣好偷到了美國總統夫人的「月亮戒指」，卻因此被黑道盯上，便決定去自首，躲到安全的監獄裡，接著便在1年後的冬天染病去世。他的獄友「法蘭克」說他是個有趣的人。
王・タンメン（ワン - ）
ドクター・プラス
ビックリマント
デッシー
部分徵稿作品
以下怪盜是徵稿出來的作品，都出現在單行本第13卷的封面上參加怪盜大逃殺。
エスパー怪盗白鳥 大五朗（しらとり だいごろう）
伝説怪盗インディ・AN（ - アン）
液体怪盗ドルドロ・ペンカッター
怪盗ゾンビゾルティーノ
変装怪盗タヌキング
五面ノ介（ごめんのすけ）
おじじ、キキョウ

#### 梅花軍
克勞佛教授/特務克勞佛（Professor Clover，聲：小杉十郎太／台灣：陳幼文／香港：蔡威賢）
生日：12/31 星座：摩羯座 最喜歡的食物：小牛排
梅花軍的首領。戴著左右不同顏色和花樣的面具，右手是鐵製且有鐵鍊可放射出去的義肢；據說沒有人活著看過他的真面目，如果看到自己的真面目的話也會處決下屬。非常喜歡黑色（曾有一次把房間塗成黑色的，不然會感到不安）。
第一人稱為「わたし(音：watashi)」，名字的由來是「幸運草（clover）」。
是個沙漏 蒐集者，使用非法的手段奪取寶物。同時也是讓斯佩德、女王（疑似也故意擊墜喬克父母所搭乘的飛機）的父母發生罹難事故的兇手，曾欺騙女王說白銀之心謀害她的父母的經過。年輕時曾為聯邦特務跟特務白銀（白銀之心）有些過節並在當時失去右手。曾奪取蓋洛斯手杖時盯上蘿絲擁有操縱時間的力量，當蘿絲陷入沉睡時跟影子（蘿絲的哥哥）達成協議湊齊擁有三個魔力的魔水晶。
在動畫第5集中初登場，十年前與吹牛貴婦扮成喬克的父母進入屋內行竊卻因為白銀之心的出現而失敗收手。在動畫第25集中蒐集三個魔力的魔水晶時用蓋洛斯手杖來操縱蘿絲並且奪取各地的寶物，之後在動畫第26集中在自由女神像的火把內把鹽酸放置在蘿絲的上方，還拿取蘿絲的力量跟喬克和影子、斯佩德、女王和小八分出勝負，但在喬克和影子合力使出的怪盜戲法讓自己被鹽酸澆到並且身亡，而蓋洛斯手杖而被喬克一行人給奪回。
Doubt（Lady Doubt，聲：ジェーニャ／台灣：孫若瑜／香港：陳凱婷）
跟著克勞佛教授一起行動的女性，為一隻能變成人類的貓（動畫設定）。和洛可一樣是研究所的實驗體，編號是12。很忠誠於克勞佛教授。
在動畫第5集中初登場，十年前與克勞佛教授扮成喬克的父母進入屋內行竊卻因為白銀之心的出現而失敗收手。在動畫第26集中扮成克勞佛教授試圖引開斯佩德和女王並且引爆飛船，卻因為斯佩德和女王在飛船引爆前用幻象口香糖脫離而失敗。在結尾在克勞佛被喬克和影子聯手打敗被鹽酸澆到而身亡後，變回貓的樣子對著克勞佛遺留下來的面具喵喵叫。
曼波將軍（聲：難波圭一／香港：楊啟健）
一個邪惡的將軍，為達目的不擇手段型，企圖奪取緋紅之心，在動畫中是梅花軍的成員，在第7集中被派去奪取緋紅之心但最後被喬克和斯佩德的戲份欺騙、打敗。
動畫中也出現一個漫畫中沒有的滑稽特質：會美化自己的回憶（把自己變得很帥）。
阿卜杜拉（聲：下崎紘史）
克勞佛教授的手下，雖然動畫和漫畫中皆有出現，但是在動畫中並沒有提到名字。來歷不明。
似乎在動畫第25集中曾捉住蘿絲也讓喬克的左眼與影子的臉上留下疤痕的人。在第26集中閃過幾個畫面，也不知最終是否被警方逮捕。

#### 惡魔利牙
惡魔總裁·拉／拉基（Dump，聲：岸尾大輔、知桐京子（幼年期）／台灣：陳進益、穆宣名（幼年期）／香港：嚴鎮華）　年齡：16／生日：4月13日／星座：牡羊座／血型：B型
動畫第3季時開始出現的動畫原創人物（漫畫第24卷中，有以原型在裡頭出現過）。惡魔利牙的首領，對喬克一行人發出懸賞金。非常憎恨令斯佩德離家的喬克。
第一人稱是私（watashi）
年幼時非常肥胖，曾把斯佩德當作傭人般的使喚，但其實是個懦夫。曾為斯佩德的繼兄弟也很喜歡叫他幫自己做事，平常的說話對象只有斯佩德。會兇狠的對待斯佩德的原因是因為看到自己的父母的心似乎已不在自己的身上，轉而跑到斯佩德身上並因而產生嫉妒心。也非常恨在小時後帶走斯佩德的喬克。通常都是坐在房間中吃飯並給予手下指示。一般的時候算是冷靜沉著，但生氣的時候會開始摔盤子。在動畫第49集中證實身分是斯佩德的繼兄弟，並說出在與斯佩德告別後和父母說「國王（斯佩德）掉進海裡」的理由藉此奪回父母的注意，但父母卻更加的專注於孤兒們身上，在雙親過世後也只留下大筆財產和公司而已。在第3集「美人魚和虛假的船」中其實也有參加在金有的船上舉辦的宴會。
黑蜘蛛艾斯（Spider Ace，聲：内匠靖明／台灣：陳幼文／香港：蔡威賢）
身高：178cm
手指的戒子會發射蜘蛛網(像蜘蛛人那樣)，是前特種部隊隊員。
其實很弱很膽小，但喝咖啡之後就會變強、精神百倍。
動畫中在第35集中登場並與喬克決鬥，最終落敗並被警方逮捕；後來因為惡魔總裁·拉的關係而被釋放並在38集參與「怪盜大逃殺」。
在第50集中創新博士背叛惡魔總裁·拉並打算把他處理掉時救下他，而這是沒有任何金錢或其他利益的舉動，這顯示出真正的忠誠的樣子。
毒牙糖糖（Candy，聲：三宅麻理恵／台灣：林沛笭）
擅用爆破武器的邊緣人，全身糖果色穿著的少女。由於一直被突如其來的意外阻止攻擊喬克，因此是唯一沒有讓喬克陷入苦戰的賞金獵人。
狠毒紅蠍（Red Scorpion，聲：陶山章央／台灣：陳進益）
一個紅頭髮的男人，辮子的後段是蠍子的尾巴的形狀。精通穴道，擅長使用毒針、飛針，能精準的刺中對方的穴道，不是使對方暫時全身麻痺就是讓心臟停止五分鐘。
漫畫中在「呪いのサマーキャンプ」中初登場，動畫中則是在第33話中初次參與劇情主線。
在動畫中他是惡魔利牙的成員且擅長偽裝，並在「倒數計時的電視節目」中假扮成DJ花花公子，最後被鬼山警官逮捕，但他也有在「怪盜大逃殺」的那兩集中出現。
實際上是創新博士的手下，第49集中和創新博士策劃將船引爆藉機讓喬克、女王、斯佩德、惡魔總裁·拉墜入海裡但失敗。在第50集中和喬克、女王決戰時，因為小八在奪回翱翔喬克的控制權下，被喬克打下大海並被警官逮捕。
惡夢騎士（Nightmare，聲：鳥海浩輔／台灣：林沛笭）
喜歡的食物：瑪格麗特披薩
一名義大利的怪盜。他的面具可以控制任何人。十分討厭被命令，相反的很喜歡命令別人。
愛神邱比特（Cupid，聲：高戸靖広／台灣：郭霖）
以邱比特之箭作為武器，被射中的人就會喜歡上貼在箭身上的照片裡的人，表面上看起來是白色（漫畫中是粉紅色）的鬼魂模樣，但實際上他穿著服裝（最外層穿著白色（漫畫中是粉紅色）的鬼魂樣的服裝，第二層穿著充滿肌肉的服裝，而他真正的樣子還是跟最外層的服裝一樣）。最後邱比特之箭在和喬克的戰鬥中被摧毀。
在動畫中是惡魔利牙的成員（漫畫中不是）
迷你迷你王（Mini-Mini King，聲：鹽屋翼／台灣：陳幼文）
因自己身體矮小而發明縮小射線，在動畫中是惡魔利牙中的ACE(王牌）成員。小學時暗戀同班的青梅竹馬米優，在畢業典禮當天向對方告白，卻因為自己的身高比米優矮而被拒絕。長大後因發明縮小射線被惡魔總裁·拉相中，在其願意提供資金贊助研究之後，從此成為惡魔利牙的一員。看到喬克寬大的心胸之後，醒悟到自己一直以來都很在意矮小身材，連心胸也跟著變狹小而決定向他學習。
創新博士（Doctor Neo，聲：子安武人／台灣：陳幼文）
非常想要不死鳥的假髮博士，實際是恐怖組織「土胡狼」的餘黨兼首領。
「土胡狼」組織在五十年前即被特務紫羅蘭和特務白銀（即白銀之心）給殲滅，幾乎所有人都被逮捕，而他偶然的倖存下來並幫助組織的人越獄使組織復活。外表看起來和五十年前一模一樣，但實際上只是用膠帶固定臉上的鬆皮然後再戴上假髮而已，其實是個滿臉皺紋且禿頭的老人。在漫畫的「帰ってきた伝説のスパイ」中，他製造出來的火箭被喬克等人摧毀(在動畫中則是在52集中作為喬克和小八上太空的工具)。曾發起一個國際會議要使用對空導彈將彗星打下來。
動畫中是惡魔利牙的成員。當假髮位移的時候會匆忙的整理，且對於外星人非常有興趣，非常的執著。在第46集-「目標是國際會議」中，在帕布利嘉的石榴汁中下毒藥但沒注意到自己被監視器拍下來且被喬克看見；在快被鬼山警官因為殺人未遂而逮捕時，因為惡魔總裁·拉的關係而逃走。而在第50集中引爆大樓並背叛惡魔總裁·拉並復活邪惡集團「土胡狼」。派出狙擊手幻魔去狙擊不死鳥，並試圖奪取不死鳥的心臟進而獲得永生。但最後被喬克抓住並被和幻魔綁在一起然後交給鬼山警官。
狙擊手幻魔（Sniper Genma，聲：二又一成／台灣：謝一帆）
狙擊手。形象模樣像和尚，武器是巴雷特M82A1，漫畫中頭上寫個「死」的字(動畫中則是有十字型的疤痕)。開槍時會一邊說「南無」。動畫中，在第50集中作為創新博士的手下初次登場，狙擊不死鳥並將他給帶走時企圖狙擊惡魔總裁·拉，但因為黑蜘蛛艾斯救下他而失敗。在第51集中雖然射擊小八然後被斯佩德的冰凍射擊冰凍起來隨後和創新博士一起被逮捕。

#### 警察及偵探
鬼山毒三郎（Dogusaburō Oniyama，聲：龍田直樹／台灣：陳幼文）
年齡：42歲 血型：A型 生日：11月22日 最喜歡的食物：水果冷糕
日本警視廳怪盜對策本部部長，警部，總是想逮捕喬克。之後為國際組織怪盜對策機構成員。
家人有妻子及女兒-鬼山瑤，在漫畫第9卷中的其中一話裡正在慶祝成為警察20周年(動畫中則是在第14集中慶祝成為警察25周年)。雖然非常努力的想抓住喬克，但在喬克的奇蹟之下總是以失敗告終。表面上看似追到喬克就是他的目標，但其實他的人生中是不能沒有喬克的，就好像他的人生存在的意義就是去追趕喬克一般(證據就是在「惡魔天堂的大逃脫」中，因為看到了喬克被捕的新聞而無精打采(甚至決定要遞出辭呈)，而喬克逃獄的消息一傳開便開心的撕掉辭呈。)
在江戶時代有出現一個類似該人物的祖先角色。
在3DS遊戲「穿越時空的怪盜與失去的寶石」中在最後一幕出現。
第一人稱為「ワシ(音：washi)」，經常會把「激(音：geki)」融入到句子裡。
黑崎銀子（Ginko Kurosaki，聲：原優子／台灣：邵芷耘）
年齡：21歲 血型：A型 生日：9月6日 最喜歡的食物：蘋果派
交通課巡查，鬼山警部的部下，原F1賽車手，為了逮捕怪盜而改造警車(警車的名字是「魔鬼終結者」)。
白井桃子/白井小桃/桃桃（Momo Shirai，聲：櫻井春名／台灣：曹友恬）
年齡：21歲 血型：B型 生日：3月3日 最喜歡的食物：銅鑼燒
鬼山警官的部下，原特殊部隊SAT的隊員，擅用拐棍。和銀子曾在同一個交通部門，總是瞇瞇眼。
比利吉安（Viridian，聲：石田彰／台灣：郭霖／香港：張振熙）
年齡：19歲 血型：B型 最喜歡的飲料：紅葡萄酒。
法國的畫家偵探，擅長使用視覺陷阱。莫內是他最喜歡的畫家。
阿里巴巴（Ali Baba，聲：興津和幸／台灣：陳進益／香港：杜景煜）
年齡：25歲 血型：O型 最喜歡的飲料：摩洛哥茶
來自阿拉伯，擁有部下40人的龐大偵探團。能力是利用強大的推理能力和團隊合作，成功預言未來的預言偵探，沒有事情是他預言不到的。為達目的不擇手段型。
動畫中初次出場其實是在第25集-「光與影的喬克」中的新聞畫面中閃過幾秒，40人偵探團當時也只出現其中4個；而在第34集-「神燈和預言的宮殿」中，成為了對該集故事主線影響重大的角色。
速水京太郎（Hayami Kyotaro，聲：浅利遼太／台灣：林沛笭／香港：嚴鎮華）
年齡：17歲 血型：B型 最喜歡的食物：Mitarashi餃子(みたらし団子)
擁有天才頭腦的高中生名偵探，幼年時期為了幫助小貓而發生車禍，因而坐輪椅代步。
動畫中在第33集-「倒數計時的電視節目」中，看穿了狠毒紅蠍的偽裝，並將真正的DJ花花公子救出。
第一人稱為「僕」、操關西腔。
ウルフ
漫畫中的一個紐約的刑警，具有突出的下顎犬齒，臉部中央有一個極為明顯的特徵-「X型的傷痕」。
レイ・ドラゴン
漫畫中的一個香港的刑警，也是一個女演員。對老鼠沒輒。
不動 仏滅（ふどう ぶつめつ）
年齡：35歲 血型：o型
漫畫中新加入怪盜對策本部的警部，個性溫柔，但生氣起來比惡魔還可怕。
マーチング・マチコ
血型：A型 最喜歡的食物：牛排
警視廳特殊音樂隊的領導人，才色兼具的銀子和桃子的前輩。

#### 冒牌喬克團
冒牌喬克團是一個由打扮成很像怪盜們的造型的人組成的團體。遠看時外觀相似，近看後就會發現有很大的不同。漫畫中在「怪盗シャドウ・ジョーカー 闇をかける兄妹」和「影子、瞳孔與騙子」中出現，動畫中則是只有在「影子、瞳孔與騙子」中出現且為惡魔利牙的成員。
假喬克（聲：鈴村健一，台灣：林沛笭）
假扮成喬克，是整個事件的主謀。眼睛是新月形的，有哨牙。自稱賴床和房間的髒亂程度不會輸給喬克，特殊技能是一邊努力的打電動破關一邊憋尿。
假斯佩德（聲：豊永利行，台灣：陳幼文）
假扮成斯佩德，帶著圓形的眼鏡，有「3」字型的嘴巴，自稱色情(漫畫中的事，動畫則是沒品味)和腳臭的程度不會輸給斯佩德，特殊技能是找出字典、雜誌中的H字(動畫中說是「美麗的字詞」)。
在「影子、瞳孔與騙子」中讓斯佩德又發燒昏過去。
會用一個名為「Love Love風暴」的絕招(就是把雜誌中漂亮大姐姐的照片射出去讓對手分心)，在「影子、瞳孔與騙子中」對著喬克他們使用，但是剛使出來就被斯佩德用「冰凍射擊」給擊落並打倒。
假女王（聲：名塚佳織，台灣：曹友恬）
假扮成女王，體型十分肥胖，自稱吃東西的速度和體重不會輸給女王，特殊技能是能夠一口氣灌下一瓶可樂和蛋黃醬(美乃滋)。
在「影子、瞳孔與騙子」中，徒手停下載著凱迪拉克先生的警車，威脅大家要是敢再靠近凱迪拉克先生一步，就要對著他的臉放屁，接著就被怒氣沖天的女王丟到十萬八千里遠的地方。
假小八（聲：矢部雅史）
假扮成小八的一隻極為巨大的大猩猩，在漫畫的「怪盗シャドウ・ジョーカー 闇をかける兄妹」(動畫是「影子、瞳孔與騙子」中)中，抓住了蘿絲，但因為假喬克說蘿絲是「有著很俗的粉紅髮色，且綁著過氣包子髮型的女孩」激怒蘿絲，所以馬上就被蘿絲給打敗。
假影子（聲：不明）
在漫畫單行本(動畫中「影子、瞳孔與騙子」的結尾)中，加入了冒牌喬克團的一個嬰兒，讓影子感到非常的生氣。
冒牌白銀之心（聲：島田敏，台灣：陳進益）
僅在動畫中出現，外觀設計得很像白銀之心的一個機器人，雖然目前不確定是否為冒牌喬克團的一員，但因為它奪走白銀之心的解說單元激怒白銀之心，因此被白銀之心拿著大錘子追著跑。

#### 其他人物
Mr.金有／金有先生／金有總裁（Mister Kaneari，聲：飛田展男／台灣：陳進益／ 香港：楊啟健）
年齡：36歲 血型：o型 最喜歡的食物：布丁
老是學不乖想挑戰喬克，且會在句尾加上「ザマス(音：zamasu)」，富有惡趣味的有錢人。之前偷走了小八村裡的龍之寶玉。
時常會糊塗按下粉紅熊娃娃·熊熊金太郎上的自爆按鈕。
在「為她而敲響的鐘聲」(動畫第30話)中，舉辦了一場新娘大賽，想讓勝利者成為自己的新娘並得到「超大婚禮鳴鐘」，寶物最終被偽裝並混入比賽的喬克和女王取走，後來嫁給他的是殺子司令官。
漫畫中擁有一個名叫「伊莉莎白」的巨大玩具貴賓犬，動畫中則是有一個名為「熊熊金太郎」的泰迪熊(鼻子是自爆裝置的遙控器)。
金子（Kaneko，聲：金田晶／台灣：曹友恬／香港：馮詠恩）
動畫原創角色。金有的秘書。能變成殺子司令官。
金千代（かねちよ）
金有的兒子，在漫畫第26卷中出現，剛出生就得到錢財。
ネズミ太夫（ネズミだゆう）
僅在漫畫中出現。擔任的角色和金有屋一樣(但他是在漫畫出現，金有屋則是在動畫中出現)，而他製造的機器人名為「鉄鬼竜」。同樣在江戶時代，但不是金有的祖先。
金有屋/機關大盜熊太夫（聲：飛田展男）
金有的祖先，只在動畫中出現。製造了機器人「金太夫」，並使用「Σ驅動器」啟動機器人，而機器人後來爆炸了。出現在江戶時代。
殺子司令官（聲：乃村健次、金田アキ(幼少期)／台灣：陳幼文）
年齡：20 血型：o型 星座：金牛座 最喜歡的食物：烤肉
全身充滿大塊肌肉的女性。父親是美國的海軍，母親是日本人。從她很小的時候,就開始受到母親嚴格的管教。為了成為能夠守護家園的女性，長年鍛鍊女子之力。在「為她敲響的鐘聲」中，和金有結婚；起初金有不願意，但在「溫泉！臉紅心跳大恐慌！(以下省略)」中，金有似乎已對她產生感情了，現在他們看起來過得很好。
動畫中其實就是金子，但金有沒有注意到。
ガメツ・ザイポー
僅在漫畫中出現。在『コロコロコミック』的企劃中的「コロコロテレフォン」初登場。穿著上頭寫著「我滅」的衣服的大富豪。在「歡迎來到漆黑之夜」中出場，抓住了蘿絲和小八，兩人後被喬克和影子救出，也在此話第一次出現了影子的「血腥暴風」這個大絕招。在動畫中，該角色的位置被金有和殺子所取代。
DJ花花公子（DJ Peacock，聲：矢部雅史／台灣：郭霖／香港：杜景煜）
地下社會網路新聞（UNN）的主播。同時也會主持地上社會的各項活動和新聞播報（ONN）。
在「倒數計時的電視節目」中，被狠毒紅蠍給囚禁，後來被速水京太郎和鬼山警官等人救出。
在自我介紹時總會說「我是最花枝招展的DJ花花公子！」
布魯船長／Bule（Captain Blue，聲：福島潤）
蔚藍海賊團的船長。是大海盜-「布萊克」的孫子，他繼承了海賊團。一開始面對船員似乎很有威嚴的樣子，但實際上是個連刀都沒辦法好好握住的「肉腳船長」，遇到喬克之後慢慢變得有自信。
其首次出場是在「謊言與白魔的海盜船」中，因為祖父在該角色兒時被某個海盜刀給捅殺，自此對刀產生陰影，但此事在最後克服。他也有在「怪盜大逃殺」比賽中出場。
布萊克船長（Captain Black，聲：祐仙勇）
傳說中的金銀島的發現者，帶回許多寶物，是布魯的爺爺，據說在他去世後他的寶物便沉入海中。
動畫中他出現在布魯的回憶中，死因是被刀給刺傷（是被「オクトパス海賊團」刺殺的，是漫畫內容）。
首領・オクトパス（ドン - ）
是「オクトパス海賊團」的船長。僅在漫畫中參與主劇情。右手是可伸縮的義肢(鉤子)。動畫中出現在布魯的回憶裡，是刺殺布萊克的人。
白魔（聲：不明）
住在古老沉船裡的巨大白色魷魚。最後被喬克給烤來吃。動畫中似乎被不死鳥所操控。
恰帕（Chappa，聲：加藤英美里／台灣：林沛笭）
一個被人們視為奇蹟之子的印度男孩，因為該角色能透過神之眼看人，但實際上他只是擁有卓越的觀察力，而且有罹患重病的母親（聲：篠原恵美），為了賺錢買藥才假裝自己是神之子的普通男孩。
蒙兀兒老師（聲：大塚芳忠／台灣：陳幼文）
有著一把大鬍子，試圖利用恰帕的母親讓恰帕來賺錢的祭司。表面上看起來很溫和，但其實非常邪惡，甚至給恰帕的母親喝下有毒的藥，最終被知道真相的印度居民狠狠教訓。
甲賀百鬼丸（Hyakkimaru，聲：森久保祥太郎 童年大地葉／台灣：謝一帆／香港：杜景煜  童年馮詠恩）
最喜歡的食物：竹輪
甲賀忍者的首領，被稱作十年一遇的天才忍者,阿八的忍者偶像。
在動畫第12集-「激戰！暗夜忍者軍團」中，看到小八和喬克一同成功的盜寶，而且計畫還是小八想的之後，承認(或發現、認為)小八有所成長。
阿一／風魔一（聲：小林由美子）
小八的祖先，御庭番的首領，生活在江戶時代，五百年前曾率領一族封印使用禁術的魔道忍者「夜叉王」。
夜叉王（Yasha-oh，聲：中田浩二）
生活在江戶時代的魔道忍者，使用禁術將自己的身體變成水，還用禁術將忍者村搞得不得安寧，被阿一封印在封印之壺中。五百年後被喬克、小八以及小八的弟妹「九琉美」、「一丸」四人不小心釋放過，在大戰一場後又被封印回去。
鬼山瑤（Haruka Oniyama，聲：諏訪彩花／台灣：穆宣名）
鬼山警官的女兒，是私立文十字高中的學生會會長。空手道30段，富有正義感，是速水京太郎的後輩（另說師妹）。
鬼山巴（聲：井上喜久子）
鬼山警官的妻子，家庭主婦，曾是女觀察員和射擊的名手。非常擅長做料理。
小唯（聲：須藤沙織）
鬼山瑤最好的朋友，父親是畫出水墨畫「月下之虎的畫家。假日時會去神社做巫女。
邪惡狐狸（Wicked Foxes，聲：(A)木村昴、(B)下崎紘史、(C)高坂篤志）
戴著狐狸面具的強盜集團，在動畫第22話-「火焰警官與邪惡狐狸」中，曾綁架小瑤和小唯並打算用他們作為交換水墨畫「月下之虎」的籌碼。原本表面上看起來是三人組，但其實不只，但最終被鬼山警官和喬克合作之下被警方逮捕。
帕布利嘉（聲：折笠富美子／台灣：林沛笭／香港：張妙妙）
薩夫朗王國的王女。被喬克稱為口袋餅公主，持有和藍色月亮成對的紅色太陽寶石，可以啟動諸神的黃昏之光(是一個軍事武器)，為此與假的巴吉爾將軍敵對，跟喬克合力阻止其陰謀，曾經差點喝下被創新博士下毒的石榴汁，後來被喬克查出而獲救。
巴吉爾將軍（聲：石井康嗣／台灣：陳幼文）
薩夫朗王國的司令官。被克勞佛囚禁並偽裝成其的樣子，奪取放置在白銀之心家的寶石「藍色月亮」，想啟動衛星雷射武器「諸神的黃昏之光」，最後卻被帕布利嘉和喬克所阻止，本尊也被洛可給救出。
皮塔（聲：金光宣明）
動畫原創人物。一間賣烤肉串的商店的老闆，幫過喬克和帕布利嘉。
潘朵拉女王（聲：佐久間レイ）
「潘朵拉王國」的女王，五十年前外國被白銀之心和喬克等人拯救後，仍然和白銀之心有聯絡。
特務紫羅蘭（聲：日野未步）
五十年前和白銀之心一同擊潰犯罪組織「土胡狼」的女性。當然，現在已是一位老太婆，但她的身體的活動力沒有下降、寶刀未老，依然活躍。二十年後和腰的情況已經改善的白銀之心一起行動著，再次跟白銀之心一起應戰隔了五十年重出江湖的土胡狼。
犯罪王ボルト
僅出現在漫畫中。是50年前的一個犯罪組織的首腦，有巨人一般的身體，大小大約是一般人的4到5倍。臀部有蠍子的尾巴可作為武器，擅長使用名為「サンダー・ブラスト」的電流招式。在動畫中，該角色被五十年前的克勞佛給取代。
傑森（Jason，聲：銀河万丈）
惡魔天堂的典獄長，漫畫中被喬克說「比犯人還醜」；動畫中被小八說「比妖怪還可怕」。
泰格瑪莉（聲：くじら）
一個非常龐大的女性，在「愛與死之誓」中出現，因為小八把卡在該角色鼻子上的蛇給拿走，因而愛上其並打算強迫他與自己結婚。是虎女島上的虎女們的領導者(虎女們的聲優：⑴芝崎典子、⑵阿部里果、⑶田島伊織、⑷伏見はる香、⑸星谷美緒 順道補充，虎女島是一個只有女人住在上面的島嶼，在那裡所有的男人都會被處刑)
正義彩虹（聲：杉山紀彰，台灣：賈文安）
一個非常嚮往當英雄的人，兒時最喜歡的就是電視上的英雄，所以在大學時發明了堅不可摧且彈性極佳的戰鬥服。剛出場的時候看似很強，但其實很弱。也是受到喬克的名言佳句影響的人之一。
凱迪拉克先生（聲：堀内賢雄，台灣：陳進益）
生日：12月25日
凱迪拉克博物館的館長。館內有一個保險櫃，必須用他的眼睛通過虹膜辨識系統才能打開，也因此被「冒牌喬克團」給盯上。
動畫中，他是唯一一個能分辨出真正的「煩惱煩過頭的沉思者雕像」的人，但喬克他們用小星來克服這一點。
煙突ボブ
一個從煙囪進入屋內的小偷，十年前進入傑克(兒時的喬克)的家中行竊，漫畫中後來是被傑克立刻報警遭到逮捕，動畫中則是逃跑(動畫中他出現的時間不到一分鐘)。
廚師米露芙（聲：雨蘭咲木子）
在金有的高級餐廳工作的主廚。
梅杜莎（聲：定岡小百合、芝崎典子(少女的樣子)）
神話怪物兼蛇髮女妖，眼睛能夠把別人變成石頭。在神殿中保護「奧林帕斯的寶藏」。下半身和頭髮是蛇的樣子，但也可以變成少女之姿，在劇中就有變成少女來搶奪鏡子的片段。把女王、斯佩德、小八、黑目、洛可變成石頭，後來因為喬克和影子合作的戲法而掉進熔岩中，女王等人的石頭詛咒也解除。
動畫中是第一顆魔水晶的持有者，而魔水晶在其掉入熔岩之前被影子拿走。
實驗品99號（聲：佐藤せつじ）
和洛可在同一個研究所裡被製造，被關在一個特殊的籠子裡，並且想說服洛可逃離研究所，只要脫皮身體就會變大，可以吐出胃酸也可以分泌出黏液囚禁他人，後來尾巴被喬克切掉就變回普通的蜥蜴。
法蘭克（聲：安原義人）
動畫原創人物，是惡魔天堂的老囚犯，犯人編號「35」。認識三腳貓尼克，是他的獄友。
法老王（聲：秋元羊介）
三千年前的埃及王，在動畫中把自己的靈魂附在面具上，以附身他人，進而獲得永生，並在動畫第41集-「沙漠魔人與面具法老王」中，企圖將面具戴在女王身上以獲得新的身體，最終雖然轉生到小八身上，但面具被喬克用鑽石之劍砍斷而灰飛煙滅。在三千年前仍然在位時，由於小星吃掉他城裡的許多寶物，所以就讓小星吃下磁石讓他沉睡並將其封印起來。
ウーラ女王
僅在漫畫中出現，動畫中該角色的位置被法老王取代。
沙漠的女王。用魔法得到一切，把自己的靈魂附在鐵製的面具上，三千年以來一直重複的過著附在他人的身上，等那個人的生命耗盡就尋找下一個宿主的生活。最後的遭遇和法老王一樣。
巴德（聲：北澤洋）
「ウーラ女王」(動畫中是「法老王」)的部下。一隻很毒舌的貓頭鷹。身體似乎是沙子做出來的，在「ウーラ女王」(或「法老王」)被打敗後也跟著其回歸塵土。
阿努比斯
金字塔的守護者，保護法老王的寶藏
笹野 パン太（ささの パンた）
年齡：9歲 血型：B型 最喜歡的食物：蛋糕
在漫畫中「楽園の支配者」話登場之後，便經常出現當配角。東京出身。多次得到喬克的幫助。特徵是貓熊造型的帽子。
広山 テル（ひろやま テル）
年齡：9歲 血型：B型
「パン太」最好的朋友，經常和他一起參與喬克的冒險。
ジャッキー・リー
トン・ポウロー監督
一名香港的導演。平時很溫和，但生氣起來非常可怕。對於電影非常執著。
女王シャム（クイーン - ）
漫畫中月光城的主人，有像貓一般的髮型，狡猾的個性，似乎沒有在動畫中出現。
巴拉特（聲：清川元夢）
是動畫中月光城的主人，和「女王シャム」一樣有貓一般的髮型。會做出像貓的威脅動作。
在動畫中，他是梅花軍的成員，為吹牛貴婦服務。
克拉溫·骷髏
漫畫中骷髏馬戲團的團長，顧名思義，他的頭部是骷髏形狀的。
曾因為馬戲團面臨完全沒有客人的危機，而將喬克的目標寶物取走，吸引喬克前來並和他展開大戰一場(目的是吸引觀眾)。
ジャンク・ファミリー
漫畫中的一個海外幫派，主宰了穿著熊貓服裝的遊樂園，老大有著非常大的力氣，能夠舉起含有非常重的氣體的廣告氣球(是喬克弄下去的)。最後被警方逮捕。
ヤミ子さん
漫畫中的一個繪畫出來的妖怪，穿著紅色的和服、有著少女的外貌，變成真正的樣子時有一個巨大的嘴巴。由於身體是畫出來的，所以弱點是水。
キラー13 / マリア
漫畫中的一個劊子手，戴著一個「13」花樣的面具，手持冰柱一般的武器。其真實身份是孤兒院的瑪莉。原是曼波將軍的手下。
西格瑪博士（聲：下崎紘史）
發明出時光機-「西格瑪驅動器」的博士。
ブラッディギャング
一個僅在漫畫中出現的銀行強盜集團，其集團的老大有一個火箭炮。出現在「英雄的條件」中。這個組織在動畫中被黑蜘蛛艾斯與惡魔利牙的基層員工們給取代，且動畫中黑蜘蛛艾斯本來的目的是抓到喬克卻被誤會成是搶劫。
ギャンブラー・ファルコン
年齡：18歲 血型：AB型 最喜歡的食物：三明治
臉上戴著左邊畫著「F」的面具，僅在漫畫中出現。善於賭博。
ドクター・ブレイン
僅在漫畫中出現。一個企圖用發明征服世界的科學家。在「聖クリスマス戦争」中參與了劇情主線，也在「怪盜的逃殺」中閃過幾個畫面，但並未參與劇情主線。
ターボ・マッスル
僅在漫畫中出現。一個說話就像賽車的引擎聲一般的人。
ミスター・ヘル
バッファロー・キッド
ホワイト・ホーク
Dr.リドル
コジロー、スズメ

#### 來自其他作品的來賓角色
天童星、兔野月子
漫畫《推理的阿星》的角色。在「天空的魔術師」中出場。阿星在路上發現了事件發生的跡象，想要前往調查，但被月子阻止。在沒有做什麼事的狀況下結束出場。
阿星跟月子的出場畫面由《推理的阿星》的作者せいの奈々負責畫。（另外，在單行本第2卷的「天空的魔術師」篇後的喬克也是他畫的）
膠碎仔
漫畫《橡皮渣君》中的角色。在篇中，喬克的心臟停止的時候在喬克的夢裡出場。他用自己的橡皮渣做成繩子讓喬克爬上去。
爺爺
漫畫《走投無路危險爺爺》中的角色。在上記的那場夢中出場。教導喬克一些方法來幫他脫離危險。他模仿起喬克的造型，就連帽子也戴上了。
ゴクオー
漫畫《ウソツキ!ゴクオーくん》中的角色。在「日語：」初登場。和一名教師一起出現在パン太和テル面前並追著他們跑（實際上該角色是喬克扮成的，而教師則是小八假扮的）。然而，在故事進入高潮時，本尊出現了，而且還去拔ドクター・プラス的舌頭。
在「ウソツキ!ゴクオーくんVS怪盗ジョーカー」中，該角色和喬克一起阻止了タッグ的火，在此集非常的活躍。最後他們認可了彼此的實力。
在遊戲中以隱藏版角色登場（蒐集到3個QR碼就可以獲得）。
帕斯卡老師
漫畫《100%帕斯卡老師》中登場的角色。在遊戲中是隱藏版角色（在《月刊corocoro comic》的2015年10月號上刊載的QR碼有可以使用的可能性，現在在遊戲公式的HP上即有確定能用的QR碼）bsbsjj

### 怪盜少年Jokers

#### 主要角色
J／輝夜木十一
年齡：10歲 血型：O型 生日：12月11日 最喜歡的食物：有「咖哩」的所有食物
《怪盜少年Jokers》的主角之一。是怪盜喬克和怪盜女王的兒子。擁有「驚異の達人」之稱。喜歡使人感到驚訝。生活在小八家中因為父母與妹妹正在旅行。昔日與父親「Joker」總是在爭吵與比試，大大小小的事都要比，且總是想要贏過他。與Kai一起盜寶、行動，形成了最強大的「怪盗ジョーカーズ」。口頭禪是「今晚也翻開了驚奇的一頁！」
小時候曾經住在白銀之心的房子裡，然後在白銀之心養的狗(包含洛可)的臉上塗鴨，結果就被狗們衝著狂吠。在那之後就非常怕狗。
第一人稱是「俺」(音：ore)。
Kai／二十面海人
年齡：10歲 血型：A型 生日：10月20日 最喜歡的食物：天婦羅蕎麥麵
《怪盜少年Jokers》的主角之一。出生於平凡的日本家庭，是個普通的小學4年級生。始終把「安全」放在心上。某天晚上，看見了J盜走了曾祖父的寶藏地圖，還有J的臉，隔天J就轉學到了自己班上，放學後跟蹤J到家中，隨後就成為了一個怪盜，並成為了他的夥伴。小時候喜歡和曾祖父一起玩將棋或是捉迷藏。
實際上他的曾祖父是傳說中的怪盜「怪人二十面相」，所以Kai想要成為怪盜是因為想知道曾祖父的秘密。但由於生在普通家庭，所以父母並不知道他在做怪盜。
第一人稱是「僕」(音：boku)
風魔 八一八（ふうま ヤイバ）
年齡：11歲 血型：A型 生日：1月18日
小八的女兒。通常穿著和服，的常常偷看時尚雜誌，想要穿流行時尚的衣裝。教她劍術的人是J的母親－「Queen」。
風魔 ハチスケ（ふうま ハチスケ）
年齡：1歲 血型：o型 生日：1月8日
小八的兒子。很擅長變身術。非常喜歡小星，所以常常抱他(儘管小星想要逃跑)。在Kai出去當怪盜的時候會在他家中偽裝成他(然後就做出讓Kai感到會形象崩壞的事(例如：在教科書上塗鴉、在廁所亂玩衛生紙、和媽媽吵著要喝奶等…)。在「オーロラ島」舉辦的第173屆怪盜大逃殺中，被Kai抱著，然後到達終點，並拔起聖劍獲得優勝。
Q
J的妹妹。她還是個嬰兒，外表看起來和Queen很像。目前正和父母(Joker和Queen)一起在宇宙中旅行。
怪人二十面相
最喜歡的食物：雞蛋拌飯
Kai的曾祖父。曾在日本非常有名的怪盜。盜取了許多寶物。擅長變裝成各式各樣的人，因此而出現「他擁有20種臉孔」的說法。在故事開始的5年前去世，變成幽靈出現在二十面家的墓碑前。覺得自己的曾孫（Kai）非常可愛。喜歡變魔術和看漫畫。沒有什麼腳步聲，且出乎意料的有幼稚的一面。生前使用的怪盜道具「ミステリー・ハンド」，就給身為曾孫的Kai繼承、使用。
ビック
在搭船的時候被「ハナフック船長」率領的海盜船攻擊，之後就被關在牢房裡的一個水手。是一個身高超過小八的巨人，但其實本人非常地懦弱、愛哭。心地善良。力氣蠻大的。有一個弟弟和一個妹妹，和他長得非常像。和J一起逃出牢房並抓住「ハナフック船長」。
實際上闇之寶「ネプチューン号」上的船員的心臟早在很久以前就被奪走了，所以其實早就死了，只是個殭屍而已，如果被陽光照到的話會被燒毀。
J和Kai從「ネプチューン号」的攻擊中逃出來後，J用「イメージブック」放出龍捲風把雲捲走，讓陽光出來，淨化船、「ハナフック船長」和海賊們，他們在身體消失之前逃入陰影中才免於被消滅。後來此角色被J帶回風魔家了。
在怪盜大逃殺中，和ヤイバ及ハチスケ一起參加並進入洞窟內，由於ホワイト・レオン造成地板崩塌。所以此角色把ハチスケ丟向J之後，自己就掉下去了。

#### 怪盜對手/其他怪盜
月光怪盗ゴールド・ムーン
謎之怪盜。戴著上面有新月形裝飾的阿拉伯頭巾。口頭禪是「踊れ、ムーン・コイン」。擁有能夠透過文字的組合來自由的使事物漂浮或封印的能力的武器－「ムーン・コイン」。他看上了Jokers的目標物「ヘルピカソの肖像」，並透過封印整個美術館來取走寶物。他在「宇宙科学館」再次現身，並與Jokers爭奪「月の魔光石」，但後來被刺到重傷。在被逮捕之前平安的從科學館中逃出來，他的傷後來也被「ムーン・コイン」治好。
他的真實身分其實是月見一樹老師。
第一人稱是「わたし」(音：watashi)
魔怪盗メフィスト
從暗黑的寶物中被解放，將詛咒擴散到全世界，被稱作「危険すぎる怪盗」。是「月光怪盗ゴールド・ムーン」最大的敵人。繃帶可以拿來約束他人，也可變形成武器使用，還可以將自己變身成別人。「闘技場の首輪」中，他就是變出看起來巨大的狗的怪物的犯人。在「宇宙科学館」中，也是他變身成Kai後去傷害「月光怪盗ゴールド・ムーン」的，之後被Jokers持續的追趕，後來J把「月光怪盗ゴールド・ムーン」的「ムーン・コイン」上面的字，從「上」改成「止」然後此角色便停止動作，隨後被牛丸警官等人逮捕。
ブラック・キャット
怪盜雙人組-「怪盗W（ワイルド）・ブラザーズ」中的弟弟。穿著以貓為主題的服裝。右手上戴著長長的、像爪子的武器，並自稱是最強的爪。在ホワイト・レオン使用陷阱讓Jokers分別掉進不同的房間中，試圖讓Jokers分開，變成1對1的戰鬥，而在ホワイト・レオン的盾被爪弄壞的同時，自己的爪也壞了。表面上兄弟倆只是普通的學生，並且和Jokers讀同一所學校，但Jokers並不知道他們的身分。該角色再登場時，與哥哥一同參與了「怪盜大逃殺」。在目標寶物前，被「怪盗メデューサ」變成了石頭，然後就退出了比賽。
ホワイト・レオン
怪盜雙人組-「怪盗W・ブラザーズ」中的哥哥。穿著以獅子為主題的服裝。以盾牌為武器，並自稱是最堅固的盾。個性冷靜沉著且話少。ブラック・キャット多稱他為「アニキ」（大哥）。必殺技是「盾の猛突撃（シールド・チャージ）」。該角色曾使用陷阱讓Jokers分別掉進不同的房間中，試圖讓Jokers分開，變成1對1的戰鬥，而在途中，盾牌被弄壞了，同時，弟弟的爪也壞掉了。表面上兄弟倆只是普通的學生，並且和Jokers讀同一所學校，但Jokers並不知道他們的身分。與弟弟一同參與了怪盜大逃殺。他在洞穴中讓岩石崩塌，進而妨礙Jokers與風魔姐弟的前進。最後該角色被「怪盗メデューサ」變成了石頭，然後就退出了比賽。
カメレオン
生日：11月12日 血型：B型 最喜歡的食物：蛋包飯 最喜歡的動物：變色龍
穿著以變色龍為主題的服裝。會用名為「カメレオン隠れ」的秘技，使身體隱形（但走在沙灘上仍然會有足跡）。喜歡蒐集絨毛娃娃。若是他人穿上了該角色所穿著的服裝，那個人也可以得到隱形的能力。他曾嘗試要盜取暗黑的寶物「ドクロ・ルビー」，但因為遭到詛咒所以在島上受困了一個禮拜。後來與同樣想要盜取「ドクロ・ルビー」的Jokers相遇，並與他們一起合作逃脫。途中他曾試圖背叛Jokers，他想讓搭著氣球口香糖的J從空中掉落。故事的最後，發現了該角色為女性，其髮型為捲曲的馬尾。在怪盜大逃殺中再出場，他變透明後試圖將Jokers的道具－「イメージブック」偷走，想要妨礙他們，但後來被ゼブラ阻止，接著就被朝前方邁去的怪盜們踩過去退出比賽。
ゼブラ
バット／スーパー・バット
R・グレイ
メデューサ

#### 警察／偵探
牛丸 弁慶（うしまる べんけい）
金田一 将介（きんだいち しょうすけ）

#### 和J同一個小學的人
歌川 ヒロシ（うたかわ ヒロシ）
望名 リサ（もうな リサ）
蔵人 モネ夫（くろうど モネお）
月見 一樹（つきみ かずき）

#### 其他人物
セールスマン 空巣（ - あきす）
沢矢家 大（さわやか だい）
花谷 金江（はなや かなえ）
大良賀 杉益（おおらか すぎます）
パンク

## 用語

### 怪盜道具

#### 撲克牌
同花顺（Straight flash）
可以發出強光，讓對手看不見及目眩。是喬克小時候開發並使用的絕招，並且曾經不小心把發光面朝向自己。
放射流星（Shootting star）
由一疊厚厚的撲克牌所組成。透過射出含有特殊玻璃片的撲克牌來擴散光線。射出的時候會閃閃發光，可抵擋血腥之雨的攻擊。
洗牌射擊（Shuffle Shot）
雙手各拿一些牌，然後射出那些牌卡，可大面積攻擊。
皇家同花順（Roiyaru Straight flash）
功能與同花順相似，但光線更強也更華麗。
終極放射流星（Finally Shootting star）
功能與放射流星相似，但更加的閃亮華麗。
撲克徽章火焰（Emblem Fire）
將點燃火焰的撲克牌直線射出。除了喬克以外斯佩德和女王也會使用。
飛天爆炸散花（Flying Explosion）
讓撲克牌在身邊高速迴旋，形成一個風火輪，再讓它們如天女散花般的落下，攻擊的範圍相當的大。
鬼牌喬克
喬克說這張牌和他一樣是喬克（Joker），是他的王牌。此道具有定時炸彈的功能，也可以直接射出後就爆炸。

#### 口香糖
幻象口香糖（Image Gum）
白銀之心發明的紅色泡泡糖。是喬克與小八他們的常備道具。它可以讓使用者偽裝成某個人或物，但有5分鐘的時間限制。漫畫中也可以拿來飛行。
面前還不清楚動畫中是否和原作一樣也可以在空中飛行。
Image card
僅在漫畫的「魔術師の見えざるカギ」篇登場。是白銀之心在做幻象口香糖之前製造的試做品。外型與卡片相似，可以顯示出使用者所想的畫面。
氣球口香糖（Balloon Gum）
一種只在動畫中出現的青色泡泡糖。可以在空中飛行。動畫中此道具可能取代了幻象口香糖的飛行功能。
高速氣球口香糖（Speed Balloon Gum）
僅在動畫中出現。與氣球口香糖相似，但其飛行的速度較快，也比較華麗。

#### 其他道具與技能
J形徽章
內藏有煙雾弹和假血。
手錶
可呼叫狂飆喬克（Road Joker）或翱翔喬克（Sky Joker），而且內含強力磁鐵、追蹤器。
喬克之眼（JOKER VISION）
可探測機關，內附探測紅外線的功能。僅在遊戲及動畫中出現。
フリーダム・マント
僅在漫畫中特別說明。它是一件斗篷。在「雪降る王家の食卓」中，第一次使用並得知它的名字。喬克總是穿著它。伸縮自如，也可以拿來拘束對手。
冰凍射擊（Ice shot）
漫畫中在「ドラキュラ城と命の聖杯」登場（動畫中是25集登場），斯佩德的所有物。槍口是黑桃形狀的，被子彈射中的人或物會結凍。
血腥之雨（Bloody Rain）
影子喬克拿來當作武器的一把黑傘。可以發射出擁有強大破壞力的雷射，影子會在一邊發射雷射，一邊在空中高速旋轉，以使出絕招「血腥風暴」，他有時也會把它拿來當作破壞、逃跑用的工具。
泡泡咕嚕嚕飛濺
洗牌姐妹花使用的技能。由她們三個的麥克風中發射出泡泡。而泡泡是由特殊材料所製成的，內含特殊的酵素，碰到人或物之後便會凝固，以達到拘束的效果。
寵物
小星（阿克魯庫斯）吃的是地球上的寶物的話，就會生出對未來有用的東西。
イメージブック
續集中J所持有的道具，外型與繪本相似。用特殊的紙製成，另外還有一個插件，將插件放入書中，就可以把那一頁的物品實體化5分鐘。
怪盗ペンシル
續集中Kai所持有的一支筆，有各式各樣的功能。
ミステリー・ハンド
續集中，怪盜二十面相所持有的手套。只要拂過臉，就可以偽裝成別人。後來Kai繼承了這個道具。

### 交通工具
翱翔喬克（Sky Joker）
一艘側面畫有龍的圖案，並寫上Joker字樣的飛船。漫畫中在「ドラキュラ城と命の聖杯」篇中，喬克自己將它爆破掉，後來拿到一個新的飛船，那也是動畫中飛船的雛型。
狂飆喬克（Road Joker）
喬克擁有的一臺敞篷車，車身長度3.9m，重量1.005t，引擎型號·v8增壓器，由喬克親手改造的改裝車。擁有五種模式，按下方向盤上的按鈕就可以改變模式。
另外，喬克還有一輛自行車，僅在漫畫的「月光城的死亡遊戲」篇裡面出現（名稱不明）。
雙重迅雷鯊魚
斯佩德的飛行船。左右對稱的兩個船艙，上頭都畫著鯊魚的臉。
シルバーウルフ
白銀之心長年愛用的一輛雙翼螺旋飛機。
黑色旋風
影子喬克擁有的一輛重機，車身全長205cm，重量165kg，最高時速301公里。
Road Shadow
影子所擁有的一輛藍寶堅尼Countach，僅在漫畫的「超速!!ファイヤーボールグランプリ」篇使用。
Road Jack
續集中J所持有的一輛敞篷車。車內含有人工智慧。可以幫乘坐的J和Kai穿上怪盜的服裝。有自動駕駛功能。

### 寶物
只會寫對劇情有重大影響，有需要敘述的寶物。其他寶物請見出版書籍。
龍之寶玉（Dragon Gem）
本作最早登場的寶物。原本是小八所居住的村莊的守護神，後來被金有給騙走。該寶物讓小八與喬克邂逅，取走寶物後小八就展開當喬克的怪盜助手的旅程。根據動畫之後的發展，小八後來就把該寶物帶回村子裡，放回原本的小神社內，而村子裡的人也把將寶物帶回來的喬克當作是英雄般的看待。
西格瑪驅動器（Sigma Drive）
有世紀的大發明之稱的謎之機械。形狀與砲相似。它實際上是「超時空物體轉移器」，也就是所謂的「時光機」。而以它為目標的喬克和影子在打鬥是不小心啟動它並且穿越時空回到過去（回到江戶時代）。回到原本的時代後就被影子給拿走。最後一次出現是在續集中，也就是20年以後的時代以被小八使用的形式出場。
藍色月亮、紅色太陽（Bule Star、Red Sun）
啟動諸神的黃昏之光這項武器時需要用到的兩個寶物。一般的時候看不見武器的啟動密碼，但在滿月之下，讓光線穿過寶物、投射出影子就會顯示出密碼。漫畫中藍色月亮是如月亮一般細長的藍色寶石，紅色太陽則是太陽的形狀，顏色是紅色。動畫中則是兩者形狀相同，但裡面的圖案與顏色不同。
裁かれし者の像
一個吐出舌頭的人像。是一個舌頭被拔出來的詐欺師懷著多年的憎恨所雕刻出來的。據說在他去世後便有詛咒寄宿在這個寶物上。而詛咒最後轉移到觸碰寶物的人身上，受到詛咒的人就只會說謊而已（例如：｢危險的」會變成｢安全的」。
蓋洛斯的手杖｜カイロスの杖
前端有魔水晶的一支魔杖。以前的其中一代魔女的無名村莊的魔女把操控時間的魔女的力量封印在魔水晶裡面。魔水晶總共三個，必須要完整蒐集三個才可以使用（如果有缺的或是有偽造的魔水晶就會破裂）。手杖有操控模水晶的能力，能夠按照使用者的意思讓魔水晶吸到魔杖上或脫離魔杖。
蓋洛斯手杖是動畫中的名字，漫畫原著的名字為魔水晶之杖
ジュラシックフラワー
在恐龍時代綻放的一種花，這世上只有一朵。它實際上因為某種原因而變異成食蟲植物。被喬克盜走時就突然復活並且開始暴走，因此喬克使用撲克徽章火焰和狂飆喬克上的盾牌來進防禦。而後，喬克以｢頭腦很好的植物」來說它擁有不錯的智力。
雷霆迅蟒蛇（Thunder Snake）
聲-矢部雅史
動畫第36話中出場的寶物。是一隻被琥珀包起來的蛇。本來比手掌還要小，但掉進小八特製的咖哩後，就巨大化，變成龍的樣貌

### 組織
梅花軍（clover）
於漫畫的第8卷、第12卷中稀有的出場，由克勞佛教授統領並且與喬克一行人對立的反派組織。標誌是被「C」圍繞著的梅花。曾在狹灣內建造一座城堡作為藏身之處，後來則是飛船。真正目的是「在世界各地盜取時間」的計畫。
全員皆在左眼貼模仿被刀劃傷的貼紙。漫畫中除了幹部們以外全員皆戴上與克勞佛教授相似的面具，動畫中則是戴著畫有三葉草圖樣的面具並且穿著連身緊身衣酷似魔鬼。動畫中在第1、2季的部分集數中出場，和原作相比出場次數增加許多。後來其組織在克勞佛教授被喬克一行人給讨伐下而瓦解。
惡魔利牙（Devil's Fang）
動畫3、4季登場的神秘組織。標誌是張大嘴巴的惡魔，並且寫上「DF」的大字。惡魔總裁·拉是這個組織的首領，對喬克、斯佩德、女王三人祭出高額懸賞金，而該組織基本上就是由那些想要賞金的人所組成的。成員皆戴著畫有組織標誌的戒指。「一同向惡魔利牙發誓吧」為惡魔總裁·拉與成員出場所說的誓言。而在所有的成員中只有黑蜘蛛艾斯對惡魔總裁·拉是真正的忠誠。

### 其他用語
諸神的黃昏之光（The Light of Ragnarok）
薩夫朗王國的科學家們製作的衛星軍事武器。能透過將太陽能聚集在一個點上來毀滅一個大城市。地球表面上有95%都在它的射程範圍內，因此只要擁有這項武器就等於擁有這個世界的支配權。因為科學家們擔心武器會被濫用，所以要將啟動的密碼分開來藏在紅色太陽和藍色月亮兩個寶物中。如果在輸入時只輸入其中一個顯示的密碼的話那麼武器就會自爆。
動畫中只輸入一部分的密碼的話並不會爆炸，而是在完整的密碼都輸入以後才可以啟動或是自爆。另外第二個魔水晶是它的動力來源，梅花軍為了得到第二顆魔水晶於是在暗中展開行動。
魔女的無名村莊
錫安和蘿絲原居住的村莊。村民以「魔女」稱呼身上流著特殊血液的人，每幾十年那血液就會隨機到某個人的身上並且讓其擁有特殊的能力，那個能力可以使時間停止流動（也可以任意移動物體）。而村莊後來被尋找蓋洛斯手杖的梅花軍給摧毀。
怪盜學園
世界各地的怪盜們會來這裡學習。喬克也在白銀之心的建議下入學並畢業，喬克是一個製造了許多問題的傳奇畢業生這件事，現在大家仍然互相在討論著。
神獸
會吃寶物的謎之生物。被許多謎題包圍著，傳言說神獸既是「神的使者」也是「惡魔的化身」。會為擁有者指引消失的古代秘寶的方向，不過大多數人都在尋找的途中因為財產被吃光所以破滅。神獸在漫畫的「禁断の魔女のスープ」篇中變成蛋從グロリア的湯中浮上來，也有神獸是從蛋裡孵出來的猜測。此外，如果神獣的生命受到威脅的話也會變成蛋，也會對著造成自己傷害的人釋放出與星球重力相等的力量。據說也曾經有造成海嘯的案例。

## 出版書籍
★表示該話有被動畫化；☆表示該話有被展開一部分並加入動畫中；○表示該寶物有被加入遊戲中
每一卷的後面都有一篇畫了作者的日常生活的小單元。

### 怪盜喬克漫畫
| 卷數   | 小學館         | 小學館                                        | 正文社         | 正文社                 | 內含的故事(日文標題)                                                                       | 內含的故事(中文標題) | 寶物（日文）            | 寶物（中文）                                                         |
| 卷數   | 發售日期       | ISBN                                          | 發售日期       | ISBN                   | 內含的故事(日文標題)                                                                       | 內含的故事(中文標題) | 寶物（日文）            | 寶物（中文）                                                         |
| ------ | -------------- | --------------------------------------------- | -------------- | ---------------------- | ------------------------------------------------------------------------------------------ | --- | ----------------------- | -------------------------------------------------------------------- |
| 1      | 2008年3月28日  | ISBN 978-4-09-140497-8                        | 2016年9月27日  | ISBN 978-988-8297-42-9 | 「」★ 「」★ 「」☆ 「」★ 「」                                                               | 「奇蹟之怪盜現身！」★ 「神燈的宮殿」★ 「摩天樓的追蹤者」☆ 「龍神拳與猛虎之眼」★ 「銀世界的巨人」                                        | ○ 名画「」○             | 龍之寶玉 魔神的神燈○ 摩天大廈的天使像 猛虎之眼 名畫「雪絨花的新娘」○ |
| 2      | 2008年10月28日 | ISBN 978-4-09-140707-8                        |                | ISBN 978-988-8297-69-6 | 「」 「」★ 「」★ 「」 「」                                                                 | 「天空的魔術師」 「致面具們的鎮魂曲」★ 「月光城的死亡遊戲」★ 「不滅的骷髏馬戲團」 「樂園的支配者」                                      | ○                       | 奧米克的頭像○ 黃金獅子雕像 王者的聖劍 白色無尾熊○ 白銀獨角獸         |
| 3      | 2009年3月27日  | ISBN 978-4-09-140785-6                        |                | ISBN 978-988-8297-70-2 | 「」★ 「」☆ 「」 「」★ 「」                                                                | 「藝術之都與百年金庫」★ 「激戰！暗夜忍者軍團」★                                                                                         | 絵画「」○ ○ 名画「」    | 拿破崙的回憶○ 黃金虎瓦○                                              |
| 4      | 2009年9月28日  | ISBN 978-4-09-140848-8                        | 2017年7月16日  | ISBN 978-988-8297-75-7 | 「」★ 「」 「」★ 「Dr.リドルの野望」 「」 特別編「」                                       | 「美人魚與虛假的船」★ 「深紅的邪神島」★                                                                                                 | (其實就是暴龍的頭骨)○ ○ | 美人魚的藍水晶 緋紅之心                                              |
| 5      | 2010年2月26日  | ISBN 978-4-09-140894-5                        | 2017年7月19日  | ISBN 978-988-8297-76-4 | 「」★ 「」 「」★ 「」☆ 「」★                                                               | 「有著神之眼的少年」★ 「影子從天而降」★ 「惡魔天堂的大逃脫」★                                                                           | ○ 名画「」 ○            | 雙子星皇冠○ 月亮戒指○                                                |
| 6      | 2010年9月28日  | ISBN 978-4-09-141126-6                        | 2018年1月6日   | ISBN 978-988-8298-31-0 | 「」 「」★ 「」★ 「」                                                                      | 「穿越時空的喬克們」(上集)/(下集)」★ 「倒數計時的電視節目」★                                                                            | ○                       | Σ驅動器                                                              |
| 7      | 2011年1月28日  | ISBN 978-4-09-141198-3                        | 2018年1月19日  | ISBN 978-988-8298-37-2 | 「」☆ 「」★ 「」★ 「」☆ 「」                                                               | 「火焰警官與邪惡狐狸」★ 「真實與謊言的海賊船」★                                                                                         | ○                       | 法老王的面具○ 掛軸「月下之虎」                                       |
| 8      | 2011年5月27日  | ISBN 978-4-09-141269-0                        | 2018年8月10日  | ISBN 978-988-8298-38-9 | 「」☆ 「」 「」★ 「」★ 「」                                                                | 「啟程前往閃耀的夜晚」★ 「冰與火的勇者們」★                                                                                             | ○ 、○                   | 傾訴時間的沙漏女神、瓊斯家的鑰匙○ 奧汀冰雕像○                        |
| 9      | 2011年9月28日  | ISBN 978-4-09-141363-5                        | 2018年8月10日  | ISBN 978-988-8298-62-4 | 「」★ 「」★ 「」★ 「」★                                                                    | 「鑽石與淚眼婆娑的女王(上集)/(下集)」★ 「英雄的條件」★ 「鏡與影的迷宮」★                                                                | ○                       | ○ 愛與死的戒指○ 艾爾朵拉多金幣○ 奧林帕斯的財寶○                      |
| 10     | 2012年1月27日  | ISBN 978-4-09-141384-0                        | 2018年8月10日  |                        | 「」 「」★ 「」 「」★ 「」                                                                 | 「在諸神的黃昏之光下」★ 「跨越大海的羈絆」★                                                                                             | 、 ○                    | 紅色太陽、藍色月亮 冰凍的劍齒虎木乃伊                                |
| 11     | 2012年6月28日  | ISBN 978-4-09-141486-1                        | 2018年12月19日 | ISBN 978-988-8298-91-4 | 「」 「」★ 「」 「」 「」                                                                  | 「激戰！偶像舞台！」★ 特別篇「聖誕奪還指令」                                                                                            | ○                       | 三星寶石獎盃 鬼山家的聖誕蛋糕                                        |
| 12     | 2012年9月28日  | ISBN 978-4-09-141523-3                        | 2019年9月25日  | ISBN 978-988-8503-72-8 | ★ 「」 「」                                                                                | 大長篇「漫漫長夜的終結」★ | ○                       | 魔水晶之杖                                                           |
| 13     | 2012年12月28日 | ISBN 978-4-09-141568-4                        | 2019年13月30日 | ISBN 978-988-8503-73-5 | 「」 「」★ 「」 「」 「」                                                                  | | ○                       | 彩虹孔雀蛋                                                           |
| 14     | 2013年4月26日  | ISBN 978-4-09-141634-6                        | 2019年13月30日 | ISBN 978-988-8503-74-2 | 「」 「」 「」★ 「」 「」 ☆                                                                | 「魔道忍者的封印」★ | ○                       | 夜叉王的封印壺                                                       |
| 15     | 2013年8月28日  | ISBN 978-4-09-141667-4                        | 2020年3月11日  | ISBN 978-988-8503-75-9 | ★ 「」 「」 「」                                                                           | 大長篇「潘朵拉的鑰匙與毀滅的王國」★ |                         |                                                                      |
| 16     | 2013年11月28日 | ISBN 978-4-09-141622-3                        | 2020年3月11日  | ISBN 978-988-8503-76-6 | 「」 「」 「」★ 「」★ 「」★                                                                | 「世界第一幸運的怪盜」★ 「集合！怪盜大逃殺！」★                                                                                         | ○                       | 奧西里斯鳥人像 蓋亞的神像○                                           |
| 17     | 2014年6月27日  | ISBN 978-4-09-141775-6                        | 2020年3月11日  | ISBN 978-988-8503-77-3 | 「」 「」 「」                                                                             | | ○                       |                                                                      |
| 18     | 2014年9月26日  | ISBN 978-4-09-141814-2                        | 2020年8月15日  | ISBN 978-988-8503-78-0 | 「」 「」 「」☆ 「」 「」★                                                                 | 「為她而敲響的鐘聲」★ | 名画「」○ ○             |                                                                      |
| 19     | 2014年12月26日 | ISBN 978-4-09-141840-1                        | 2020年10月21日 | ISBN 978-988-8503-79-7 | 「」★ 「」★ 「」                                                                           | | ○                       | [ 42 ]                                                               |
| 20     | 2015年5月28日  | ISBN 978-4-09-142039-8 ISBN 978-4-09-159207-1 | 2020年10月21日 | ISBN 978-988-8503-80-3 | 「」 「」★ 「」★ 「」 「」★ 「」 「」                                                      | 「溫泉臉紅心跳大恐慌！盯上Joker的可怕之箭、 利用溫泉霧氣製造出來的顛覆視覺的手法之謎！」★ 「影子與瞳孔與騙子」★ 「歡迎來到漆黑的深淵」★ | (遊戲內使用的錢幣)      | 一億元（遊戲內使用的錢幣） 石像「總是在思考之人」 寶石鳥之壺         |
| 21     | 2015年10月28日 | ISBN 978-4-09-142103-6 ISBN 978-4-09-159220-0 |                |                        | 「」 「」 「」★ 「」                                                                       | 「未完的夢想與約定」★ 「穿越時空的怪盜與失去的寶石(上集)/(下集)」                                                                       | デザイア○               | 童話妖精寶石                                                         |
| 22     | 2016年4月28日  | ISBN 978-4-09-142158-6                        |                |                        | 「」 「」 「」 「」 「」☆ 「」☆                                                            | |                         |                                                                      |
| 23     | 2016年8月26日  | ISBN 978-4-09-142184-5                        |                |                        | 「」 「」 ☆ 「」 「」                                                                      | |                         |                                                                      |
| 24     | 2016年11月28日 | ISBN 978-4-09-142227-9                        |                |                        | 「」 「」 「めぐり会う夢の中へ」 「」 「」 「」                                            | |                         |                                                                      |
| 25     | 2017年3月28日  | ISBN 978-4-09-142358-0                        |                |                        | 「」 「」 「」 「」 ☆                                                                      | | （不死鳥的宇宙船）      |                                                                      |
| 26     | 2017年9月15日  | ISBN 978-4-09-142496-9                        |                |                        | 「」 「」 「」 「」 「」 「」                                                              | | 絵画「」                |                                                                      |
| 傑作選 | 2015年1月16日  | ISBN 978-4-09-141895-1                        |                |                        | 「」（第1巻収録） 「」（第5巻収録） 「」（第10巻収録） 「」（第9巻収録） 「」（第8巻収録） | 「奇蹟的怪盜現身」(第1卷收錄) 「影子從天而降」(第5卷收錄) 「跨越大海的羈絆」(第10卷收錄) 「啟程前往閃耀的夜晚」(第8卷收錄)              | ※參照該話               | ※參照該話                                                            |

### 續集
| 卷數 | 小學館        | 小學館                 | 正文社   | 正文社 | 內含的故事                    | 寶物 |
| 卷數 | 發售日期      | ISBN                   | 發售日期 | ISBN   | 內含的故事                    | 寶物 |
| ---- | ------------- | ---------------------- | -------- | ------ | ----------------------------- | ---- |
| 1    | 2018年1月19日 | ISBN 978-4-09-142618-5 |          |        | 「」 「」 「」 「」           |      |
| 2    | 2018年8月28日 | ISBN 978-4-09-142737-3 |          |        | 「」 「」 「」 「」 「」 「」 |      |
| 3    | 2019年1月25日 | ISBN 978-4-09-142848-6 |          |        | 「」 「」 「」 「」 「」 「」 |      |
| 4    | 2019年8月28日 | ISBN 978-4-09-143049-6 |          |        | 「」 「」 「」 「」 「」 「」 |      |
| 5    | 2020年1月17日 | ISBN 978-4-09-143137-0 |          |        |                               |      |

### 小說
由小學館文庫中的「小学館ジュニア文庫」發售。原作高橋英靖，小說福島直浩著。
| 日文書名 | 中文書名                     | 小學館         | 小學館                 | 正文社         | 正文社                 |
| 日文書名 | 中文書名                     | 發售日期       | ISBN                   | 發售日期       | ISBN                   |
| -------- | ---------------------------- | -------------- | ---------------------- | -------------- | ---------------------- |
|          | 開幕！怪盗飛鏢的挑戰！       | 2014年12月10日 | ISBN 978-4-09-230788-9 | 2019年10月15日 | ISBN 978-988-8503-68-1 |
|          | 追憶的鑽石                   | 2015年5月27日  | ISBN 978-4-09-230820-6 | 2019年10月15日 | ISBN 978-988-8503-69-8 |
|          | 暗夜對決！JOKER VS 影子      | 2015年12月16日 | ISBN 978-4-09-230855-8 | 2020年2月18日  | ISBN 978-988-8503-87-2 |
|          | 銀斗篷燃燒之夜               | 2016年5月25日  | ISBN 978-4-09-230870-1 | 2020年5月13日  | ISBN 978-988-8503-96-4 |
|          | 取回阿八的記憶！             | 2016年11月30日 | ISBN 978-4-09-231132-9 | 2020年9月16日  | ISBN 978-988-8504-07-7 |
|          | 解決！歡迎來到世界怪盜遊戲！ | 2017年9月29日  | ISBN 978-4-09-231194-7 | 2021年3月24日  | ISBN 978-988-8504-24-4 |
|          | 衝向宇宙！鑽石流星           | 2019年4月26日  | ISBN 978-4-09-231290-6 | 2021年9月28日  | ISBN 978-988-8504-35-0 |

## 電視動畫

### 製作人員
- 原作：高橋英靖（小學館「月刊CoroCoro Comic」連載中）
- 監督：寺本幸代
- 系列構成：佐藤大
- 劇本：佐藤大、上野貴美子、福島直浩
- 主角色設計：下笠美穗
- 副角色設計：大武正枝、岩永大藏
- 總作畫監督：下笠美穗、大武正枝、岩永大藏
- 美術監督：土橋誠
- 道具設計：今石進
- 色彩設計：田野美壽穗、高橋惠
- 攝影監督：濱田繪理子、佐藤宗明
- 音樂：土屋雄作
- 音響監督：平光琢也
- 音響製作：HALF H・P STUDIO
- 動畫製作協力：Vega Entertainment
- 動畫製作：SHIN-EI動畫
- 製作：ADK、SHIN-EI動畫、小學館、TOKYO MX、ShoPro、Vega Entertainment、d-rights、Kids Station

### 主題曲
片頭曲
「怪盜奇蹟少年Boy」（第1、2季）
作詞、作曲：俺，編曲：俺たち，主唱：Aruka Rider（SPEEDSTAR RECORDS）
「怪盜奇蹟少年Boy2」（第3、4季）
作詞、作曲、編曲、主唱：Aruka（SPEEDSTAR RECORDS）
片尾曲
「奇異的幻想遊行」（第1、2季）
作詞：YUMIKO，作曲：YUMIKO、藤末樹，編曲：藤末樹，主唱：Mainya with Shuffle Sisters（VERSIOMMUSIC）
「歡迎來到閃耀的夜晚！」（第3、4季）
作詞：Fuki，作曲：Mao，編曲：Mao、若井望，主唱：Fuki Commune（勝利娛樂）

### 各話列表
| 話數   | 日文標題 | 中文標題                      | 劇本                | 分鏡            | 演出                | 作畫監督                                                |
| 第1季  | 第1季    | 第1季                         | 第1季               | 第1季           | 第1季               | 第1季                                                   |
| ------ | -------- | ----------------------------- | ------------------- | --------------- | ------------------- | ------------------------------------------------------- |
| 第1話  |          | 奇蹟的怪盜現身                | 佐藤大              | 寺本幸代        | 寺本幸代            | 松下浩美、雨宮英雄                                      |
| 第2話  |          | 藝術之都和百年金庫            | 上野貴美子          | 鴫野彰          | 鴫野彰              | 小和田良博、玉置敬子                                    |
| 第3話  |          | 美人魚和虛假的船              | 佐藤大              | 酒井伸次        | 三好正人            | 中田博文                                                |
| 第4話  |          | 冰與火的勇者們                | 上野貴美子          | 釘宮洋          | 牧野友映 村田尚樹   | 服部益美、樋口善法                                      |
| 第5話  |          | 前往閃耀之夜的旅程            | 佐藤大              | 西田健一        | 西田健一            | 松下浩美、堀江佑                                        |
| 第6話  |          | 影子從天而降                  | 佐藤大              | 高柳哲司        | 佐土原武之          | 鈴木伸一、本田辰雄                                      |
| 第7話  |          | 深紅的邪神島                  | 上野貴美子          | 石山貴明        | 宮原秀二            | 興村忠美、藤田正幸                                      |
| 第8話  |          | 鑽石和淚眼婆娑的女王-上集     | 佐藤大              | 釘宮洋          | 鴫野彰              | 玉置敬子、小和田良博                                    |
| 第9話  |          | 鑽石和淚眼婆娑的女王-下集     | 佐藤大              | 神志那弘志      | 酒井伸次            | 西山映一郎                                              |
| 第10話 |          | 華麗的黃金特急列車            | 上野貴美子          | 中村近世        | 中村近世            | 鈴木伸一、佐賀野櫻子 清水惠藏                           |
| 第11話 |          | 在滿月吼叫的野獸              | 佐藤大              | 中村憲由        | 又野弘道            | 古池敏也、藤田正幸 宮川友夏里、川島明子                 |
| 第12話 |          | 激戰-暗夜忍者軍團             | 上野貴美子          | 山岡實          | 山岡實              | 玉置敬子、小和田良博 本田辰雄                           |
| 第13話 |          | 鏡與影的迷宮                  | 佐藤大              | 西田健一        | 西田健一            | 松下浩美、只野和子 堀江佑                               |
| 第2季  |          |                               |                     |                 |                     |                                                         |
| 第14話 |          | 惡魔天堂的大逃脫              | 佐藤大              | 高柳哲司        | 又野弘道            | 古池敏也、藤田正幸                                      |
| 第15話 |          | 秘密的美食派對                | 上野貴美子          | 石山貴明        | 前島健一            | 鈴木伸一                                                |
| 第16話 |          | 全世界最幸運的怪盜            | 福島直浩            | 高柳哲司        | 鴫野彰              | 尾形健一郎、菊池功一                                    |
| 第17話 |          | 月光城的死亡遊戲              | 福島直浩            | 杉山正樹        | 岡田堅二郎          | 大豆一博、陳達理                                        |
| 第18話 |          | 在諸神的黃昏之光下            | 福島直浩            | 高柳哲司        | 鴫野彰              | 浜田勝、菊池功一                                        |
| 第19話 |          | 衝擊-偶像舞台                 | 上野貴美子          | 西田健一        | 西田健一            | 松下浩美、只野和子 堀江佑                               |
| 第20話 |          | 穿越時空的喬克們              | 佐藤大              | 山下明彦        | 山下明彦            | 鈴木伸一                                                |
| 第21話 |          | 跨越大海的羈絆                | 上野貴美子          | 杉山正樹        | 岡田堅二朗          | 大豆一博、陳達理                                        |
| 第22話 |          | 火焰警官與邪惡狐狸            | 福島直浩            | 中村憲由        | 佐土原武之          | 古池敏也、藤田正幸 川島朋子                             |
| 第23話 |          | 激戰-魔道忍者的封印           | 上野貴美子          | 高柳哲司        | 三家本泰美          | 鈴木伸一                                                |
| 第24話 |          | 潘多拉的鑰匙和毀滅的王國      | 佐藤大              | 大塚隆史        | 大塚隆史            | 松下浩美、只野和子 堀江佑                               |
| 第25話 |          | 光與影的喬克                  | 佐藤大              | 西田健一        | 岡田堅二朗          | 大豆一博、陳達理                                        |
| 第26話 |          | 漫漫長夜的終結                | 佐藤大              | 西田健一        | 西田健一            | 松下浩美、只野和子 堀江佑、浜田勝 菊地功一              |
| 第3季  |          |                               |                     |                 |                     |                                                         |
| 第27話 |          | 在閃耀夜晚墜落之星            | 佐藤大              | 寺本幸代        | 寺本幸代            | 堀江佑                                                  |
| 第28話 |          | 不死鳥和新夥伴                | 佐藤大              | 西田健一        | 飯村正之            | 大豆一博、陳達理                                        |
| 第29話 |          | 前往猛虎之眼的道路            | 福島直浩            | 高柳哲司        | 村山靖              | 小林由香里、鈴木伸一 JCUBE                              |
| 第30話 |          | 激戰-為她而敲響的鐘聲         | 上野貴美子          | 西田健一        | 久保太郎            | 浜田勝、藤田正幸                                        |
| 第31話 |          | 謊言與白魔的海盜船            | 上野貴美子          | 小原唯 高柳哲司 | 小原唯              | 松村美佳、堀江佑                                        |
| 第32話 |          | 影子與瞳孔與騙子              | 上野貴美子          | 中村憲由        | 佐土原武之          | 古池敏也、藤田正幸 川島朋子、日高真由美                 |
| 第33話 |          | 倒數計時的節目                | 福島直浩            | 高柳哲司        | 熨斗谷充孝          | 鈴木伸一、佐賀野櫻子 小林由香里                         |
| 第34話 |          | 神燈與預言的宮殿              | 佐藤大              | 西田健一        | 久保太郎            | 浜田勝、藤田正幸                                        |
| 第35話 |          | 英雄的條件                    | 福島直浩            | 高柳哲司        | 飯村正之            | 大豆一博、陳達理                                        |
| 第36話 |          | 千鈞一髮的翱翔喬克            | 上野貴美子          | 高柳哲司        | 村山靖              | 鈴木伸一、佐賀野櫻子                                    |
| 第37話 |          | 獻給假面們的安魂曲            | 福島直浩            | 小林一三        | 古賀一臣            | 中野彰子、小林一三                                      |
| 第38話 |          | 決戰-怪盜大逃殺-上集          | 佐藤大              | 小林一三        | 藤井康晶            | 大豆一博、陳達理                                        |
| 第39話 |          | 決戰-怪盜大逃殺-下集          | 佐藤大              | 西田健一        | 西田健一            | 堀江佑、松村美佳                                        |
| 第4季  |          |                               |                     |                 |                     |                                                         |
| 第40話 |          | 閃耀的夜晚與來自遠方的使者    | 福島直浩            | 神志那弘志      | 小原唯              | 松村美佳                                                |
| 第41話 |          | 沙漠魔人與面具法老王          | 上野貴美子          | 高柳哲司        | 熨斗谷充孝          | 鈴木伸一、佐賀野櫻子 津熊健德、mo jung hee              |
| 第42話 |          | 擁有神之眼的少年              | 佐藤大              | 古賀一臣        | 古賀一臣            | 中野彰子、小田多惠子                                    |
| 第43話 |          | 未完的夢想與約定              | 福島直浩            | 西田健一        | 藤井康晶            | 大豆一博                                                |
| 第44話 | [ 48 ]   | 溫泉-臉紅心跳大恐慌- 以下省略 | 上野貴美子          | 高柳哲司        | 久保太郎            | 浜田勝、藤田正幸                                        |
| 第45話 |          | 火焰之鳥與生命之甕            | 福島直浩            | 西田健一        | 西田健一            | 堀江佑、松村美佳                                        |
| 第46話 |          | 鎖定國際會議                  | 福島直浩            | 久場良忠        | 佐土原武之          | 古池敏也、南伸一郎 飯飼一幸、藤田正幸 堀江佑、松村美佳  |
| 第47話 |          | 歡迎來到漆黑的深淵            | うえのきみこ        | 高柳哲司        | 熨斗谷充孝          | 佐賀野桜子、桜井正明 鈴木伸一、桝井一平                 |
| 第48話 |          | 愛與死的誓言                  | うえのきみこ        | 大嶋博之        | 熨斗谷充孝          | 佐賀野桜子、Kim eun ha Cha Sang Hoon、服部益実 鈴木伸一 |
| 第49話 |          | 大海中失去的羈絆              | 佐藤大              | 神志那弘志      | 藤井康晶            | 大豆一博                                                |
| 第50話 |          | 激戰-惡魔之牙                 | 佐藤大              | 西田健一        | 宮原秀二            | 浜田勝、藤田正幸                                        |
| 第51話 |          | 失去光輝的夜晚                | 佐藤大 うえのきみこ | 高柳哲司        | 藤井康晶            | 大豆一博、陳達理                                        |
| 第52話 |          | 歡迎來到閃耀的夜晚            | 佐藤大 福島直浩     | 寺本幸代        | 寺本幸代 熨斗谷充孝 | 堀江佑、松村美佳                                        |

### 播放電視台
| 播放地區 | 播放電視台   | 播放日期                      | 播放時間                  | 所屬聯播網 | 備註   |
| 第1季    | 第1季        | 第1季                         | 第1季                     | 第1季      | 第1季  |
| -------- | ------------ | ----------------------------- | ------------------------- | ---------- | ------ |
| 東京都   | TOKYO MX     | 2014年10月6日－2015年1月5日   | 星期一 19時00分－19時30分 | 獨立局     | 製作局 |
| 日本全國 | Kids Station | 2014年10月26日－2015年1月18日 | 星期日 7時00分－7時30分   | 衛星電視   | 製作局 |
| 群馬縣   | 群馬電視台   | 2015年2月23日－5月25日        | 星期一 19時00分－19時30分 | 獨立局     |        |
| 三重縣   | 三重電視台   | 2015年4月3日－6月26日         | 星期五 7時30分－8時00分   | 獨立局     |        |
| 兵庫縣   | SUN電視台    | 2015年4月10日－7月3日         | 星期五 7時00分－7時30分   | 獨立局     |        |
| 愛知縣   | 愛知電視台   | 2015年10月3日－12月26日       | 星期六 9時30分－10時00分  | 東京電視網 |        |
| 第2季    |              |                               |                           |            |        |
| 東京都   | TOKYO MX     | 2015年4月6日－6月29日         | 星期一 19時00分－19時30分 | 獨立局     | 製作局 |
| 日本全國 | Kids Station | 2015年4月26日－7月19日        | 星期日 7時00分－7時30分   | 衛星電視   | 製作局 |
| 群馬縣   | 群馬電視台   | 2015年6月8日－11月23日        | 星期一 19時00分－19時30分 | 獨立局     |        |
| 三重縣   | 三重電視台   | 2015年7月3日－9月25日         | 星期五 7時30分－8時00分   | 獨立局     |        |
| 兵庫縣   | SUN電視台    | 2015年7月10日－7月25日        | 星期五 7時00分－7時30分   | 獨立局     |        |
| 愛知縣   | 愛知電視台   | 2016年1月9日－4月2日          | 星期六 9時30分－10時00分  | 東京電視網 |        |
| 第3季    |              |                               |                           |            |        |
| 東京都   | TOKYO MX     | 2016年4月4日－6月27日         | 星期一 19時00分－19時30分 | 獨立局     | 製作局 |
| 日本全國 | BS11         | 2016年4月9日－7月2日          | 星期六 19時00分－19時30分 | 衛星電視   |        |
| 日本全國 | Kids Station | 2016年4月17日－7月10日        | 星期日 7時00分－7時30分   | 衛星電視   | 製作局 |
| 第4季    |              |                               |                           |            |        |
| 東京都   | TOKYO MX     | 2016年10月3日－12月26日       | 星期一 19時00分－19時30分 | 獨立局     | 製作局 |
| 日本全國 | BS11         | 2016年10月8日－12月31日       | 星期六 19時00分－19時30分 | 衛星電視   |        |
| 日本全國 | Kids Station | 2016年10月16日－2017年1月8日  | 星期日 7時00分－7時30分   | 衛星電視   | 製作局 |

#### 台灣
| 台灣 卡通頻道 星期六至星期日 10:00－11:00 | 台灣 卡通頻道 星期六至星期日 10:00－11:00 | 台灣 卡通頻道 星期六至星期日 10:00－11:00 |
| ----------------------------------------- | ----------------------------------------- | ----------------------------------------- |
|                                           | 怪盜喬克 （2016年7月30日－9月10日）       |                                           |
| —                                         | —                                         |                                           |

| 台灣 卡通頻道 星期一至星期五 18:30－19:00 | 台灣 卡通頻道 星期一至星期五 18:30－19:00 | 台灣 卡通頻道 星期一至星期五 18:30－19:00 |
| ----------------------------------------- | ----------------------------------------- | ----------------------------------------- |
|                                           | 怪盜喬克 （2017年4月3日－5月8日）         |                                           |
| —                                         | —                                         |                                           |

| 台灣 卡通頻道 星期一至星期五 16:00－17:00 | 台灣 卡通頻道 星期一至星期五 16:00－17:00 | 台灣 卡通頻道 星期一至星期五 16:00－17:00 |
| ----------------------------------------- | ----------------------------------------- | ----------------------------------------- |
|                                           | 怪盜喬克 （2018年6月1日－至今）           |                                           |
| 校園搞怪王                                | 熊熊遇見你                                |                                           |

| 台灣 卡通頻道 星期六至星期日 18:00－19:00 | 台灣 卡通頻道 星期六至星期日 18:00－19:00 | 台灣 卡通頻道 星期六至星期日 18:00－19:00 |
| ----------------------------------------- | ----------------------------------------- | ----------------------------------------- |
|                                           | 怪盜喬克 （2017年11月15日－至今）         |                                           |
| —                                         | —                                         |                                           |

| 台灣 卡通頻道 星期一至星期五 20:00－20:30 | 台灣 卡通頻道 星期一至星期五 20:00－20:30 | 台灣 卡通頻道 星期一至星期五 20:00－20:30 |
| ----------------------------------------- | ----------------------------------------- | ----------------------------------------- |
|                                           | 怪盜喬克 （2018年1月9日－5月31日）        |                                           |
| —                                         | —                                         |                                           |

| 台灣 卡通頻道 星期一至星期五 20:30－21:30 | 台灣 卡通頻道 星期一至星期五 20:30－21:30 | 台灣 卡通頻道 星期一至星期五 20:30－21:30 |
| ----------------------------------------- | ----------------------------------------- | ----------------------------------------- |
|                                           | 怪盜喬克 （2020年4月1日－現在）           |                                           |
| 少年悍將GO！                              | 豆豆先生                                  |                                           |

#### 香港
| ViuTV 星期一至三 17:00-17:30 節目 | ViuTV 星期一至三 17:00-17:30 節目                | ViuTV 星期一至三 17:00-17:30 節目 |
| --------------------------------- | ------------------------------------------------ | --------------------------------- |
|                                   | 怪盜小丑 全52集 （2017年10月11日－2018年2月7日） |                                   |
| 超能旺達                          | Heroman 英雄勇者                                 |                                   |

## 遊戲
《怪盜Joker 穿越時空的怪盜與失去的寶石》是由Inti Creates開發的任天堂3DS專用的遊戲。而萬代南夢宮娛樂於2015年6月25日開始發售。
原文。是一款有如怪盜喬克劇場版一般的遊戲。
故事大概敘述，羽戸武治利用催眠的方式召集了「怪盜同盟」，玩家（喬克）必須想盡辦法解除在怪盜們身上的催眠，拯救自己的同伴們。同時，18世紀時，傳說中的怪盜－魯邦，竟穿越時空來到了現在，並發出了挑戰書，要與喬克一同爭奪傳說中究極的寶石「デザイア」。玩家將在拯救同伴以及與魯邦的對決中展開一場場緊張刺激的大冒險！
遊戲的過程中時而會出現解謎的關卡，有時又要快速的按著操作鈕；常常會需要使用幻象口香糖變裝，有時又得想辦法觸發有趣的機關，因此這是一款考驗操作能力也考驗腦力的遊戲。

## 外部連結
- （日語）怪盜Joker TOKYO MX動畫公式 （页面存档备份，存于）
- （日語）怪盜Joker動畫公式Twitter （页面存档备份，存于）
- （日語）怪盜喬克漫畫小學館官網 （页面存档备份，存于）
- （日語）怪盜少年Jokers漫畫小學館官網 （页面存档备份，存于）
- （日語）怪盜Joker遊戲「穿越時空的怪盜與失去的寶石」遊戲公式 （页面存档备份，存于）
- （中文）正文社 怪盜Joker （页面存档备份，存于）